# История Харькова
История Харькова — история города Харькова.
Харьков был основан переселенцами в 1650-х годах в тогдашней Слободской Украине. Постоянно заселён с 1654 года, первый известный атаман — Иван Кривошлык.

## Средневековье
В раннем Средневековье на территории Харьковской области жили кочевые племена: готы, аланы, хазары, печенеги, половцы.
Согласно археологическим раскопкам, поселения на территории современного Харькова существовали во времена сменявших друг друга срубной, бондарихинской, скифской, черняховской, пеньковской, роменской, салтово-маяцкой культур. В XI—XIII веках существовала система крепостей киевских, черниговских, новгород-северских, курских князей на границе со степью, защищавших славянские княжества от набегов степняков (торков, печенегов, половцев). Территория вокруг Харькова длительное время была спорной между кочевыми племенами (степняки) и оседлыми (славяне). На харьковском берегу Донца, в районе между Харьковом, Чугуевом и Змиевом в начале XI века находилась столица половцев Шарукань. Водный путь по Донцу в княжество Тьмутаракань контролировался русскими князьями: этим путём князь Игорь Старый возвращался из похода на Царьград, а Владимир Великий вёз в Киев византийскую принцессу Анну.
Возле Харькова в XII веке происходили основные события, описанные в «Слове о полку Игореве». Территория современного Харькова — часть древнерусского Новгород-Северского княжества, тут располагался город Донец, пограничный со Степью. Как описано в «Слове о полку Игореве», именно сюда сбежал из половецкого плена в 1185 либо 1186 году князь Игорь Святославич.

## Время основания
Город Киевской Руси, называемый в средневековых арабских и персидских источниках Харка и третий либо четвёртый по величине среди древнерусских городов, существовал в начале X века, задолго до официальной даты основания (в 1630 ли, 1651, 1653, 1654 или 1655 году). Возраст Харькова считается (в отличие от Киева, где 1535 летний возраст считается на основании сруба VII века на Подоле), не по археологическим находкам и захоронениям I тыс. н. э., не по арабским и булгарским источникам, а исключительно по первому дошедшему до наших дней письменному упоминанию в официальных источниках - по жалобе на разорение белгородских церковных угодий харьковскими черкасами в 1654 году и по челобитной Белгородского священника о землях 1657 года, где сказано, что на месте города бьіла Никольская вотчина между реками Лопань и Харков, на которой поселились черкасы в 7162 (1653/1654) году и на которой в 7163 (1654/1655) году был построен город. Благодаря этим документам Багалей назвал общепринятую дату основания – 1654 год.
Город был разорён, по одной версии, половцами в XI—XII веках, по другой — монголо-татарами в XIII в., и на его городище, называемом в XVII веке Харьковским, на горе, впоследствии названной Университетской, изрытой подземными ходами, был основан современный Харьков, история которого более не прерывалась.

## Происхождение названия
Названия городов и рек в районе современного Харькова (топонимы и гидронимы) сохранялись в Диком Поле многими столетиями при почти полном отсутствии оседлого населения Руси. Так, древнерусские города Змеев и Донец, сожжённые татарами в XIII веке, сохранили свои названия 400—450 лет между двумя письменными упоминаниями (под 1185 — Слово о полку Игореве, Ипатьевская летопись — и 1571—1627 годами — третья редакция Книги Большому Чертежу), превратившись в Змиево городище и Донецкое городище; река Харьков, согласно Филарету (Гумилевскому), сохранила своё название также с XII до начала XVII века без сохранившихся письменных источников; река Донец также сохранила своё название более 400 лет, правда, «мигрировав» вниз по течению из старинного Донца (Уды) в современный (Северский) и при этом вытеснив также вниз по течению старинное название Дон в современный Дон. Имевшиеся в XVI веке руины окрестных разорённых городов — Хорошево городище (Хоро́шее), Салтовское городище (Сарада), Чугуевское городище (Чу́га), Мохначское городище, Змиевское городище — при их новом заселении в XVI—XVII веках не изменили своих названий, став Хорошевом, Салтовом, Мохначом, Чугуевом, Змиевом. Харьковское городище в момент его нового заселения сразу стало Харьковом и город ни в одном первоисточнике иначе не назывался.
Существует минимум шестнадцать версий происхождения названия «Харьков»; девять из них приведены И. Саратовым в исследовании «Харьков, откуда имя твоё?», одиннадцать приведены Л. Мачулиным в книге «Основание Харькова: факты и легенды», несколько — в монографии Д. Миллера и Д. Багалея «История города Харькова за 250 лет его существования». Версии делятся на два основных типа: 1. Происхождение гидронима (названия реки) Харьков — первично. 2. Происхождение ойконима (названия города) — первично. Внутри первой версии выделяются два типа: гидроним дал название городу; старый город дал название реке, а та впоследствии — новому (современному) городу. Внутри второй версии также выделяются два типа: происхождение названия города домонгольского периода; происхождение названия современного города.

### Гидронимическая (официальная) версия

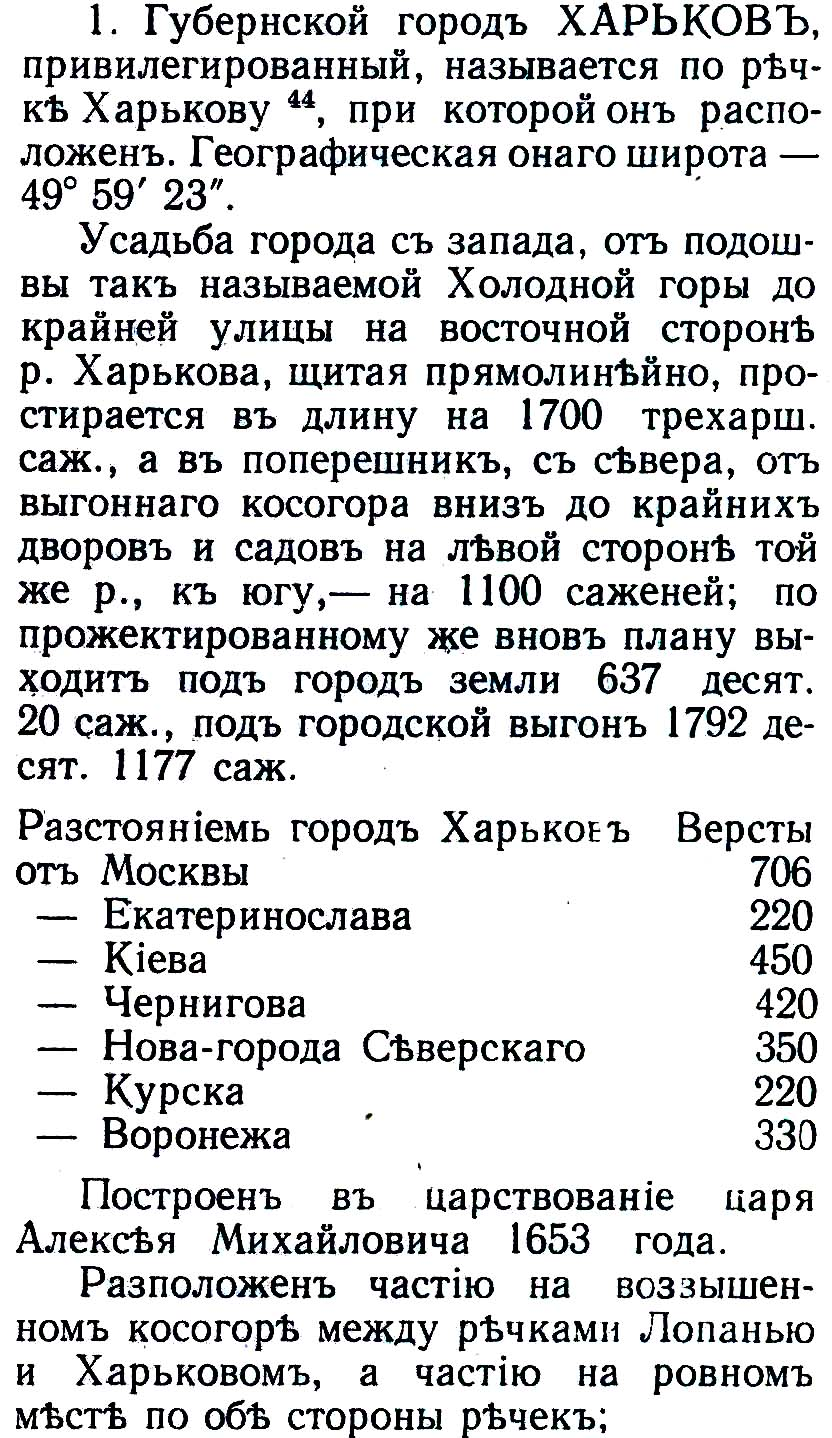
Описание города в «Топографическом описании Харьковского наместничества» 1788 года: «Губернской город Харьков, привилегированный, называется по речке Харькову, при которой он расположен».

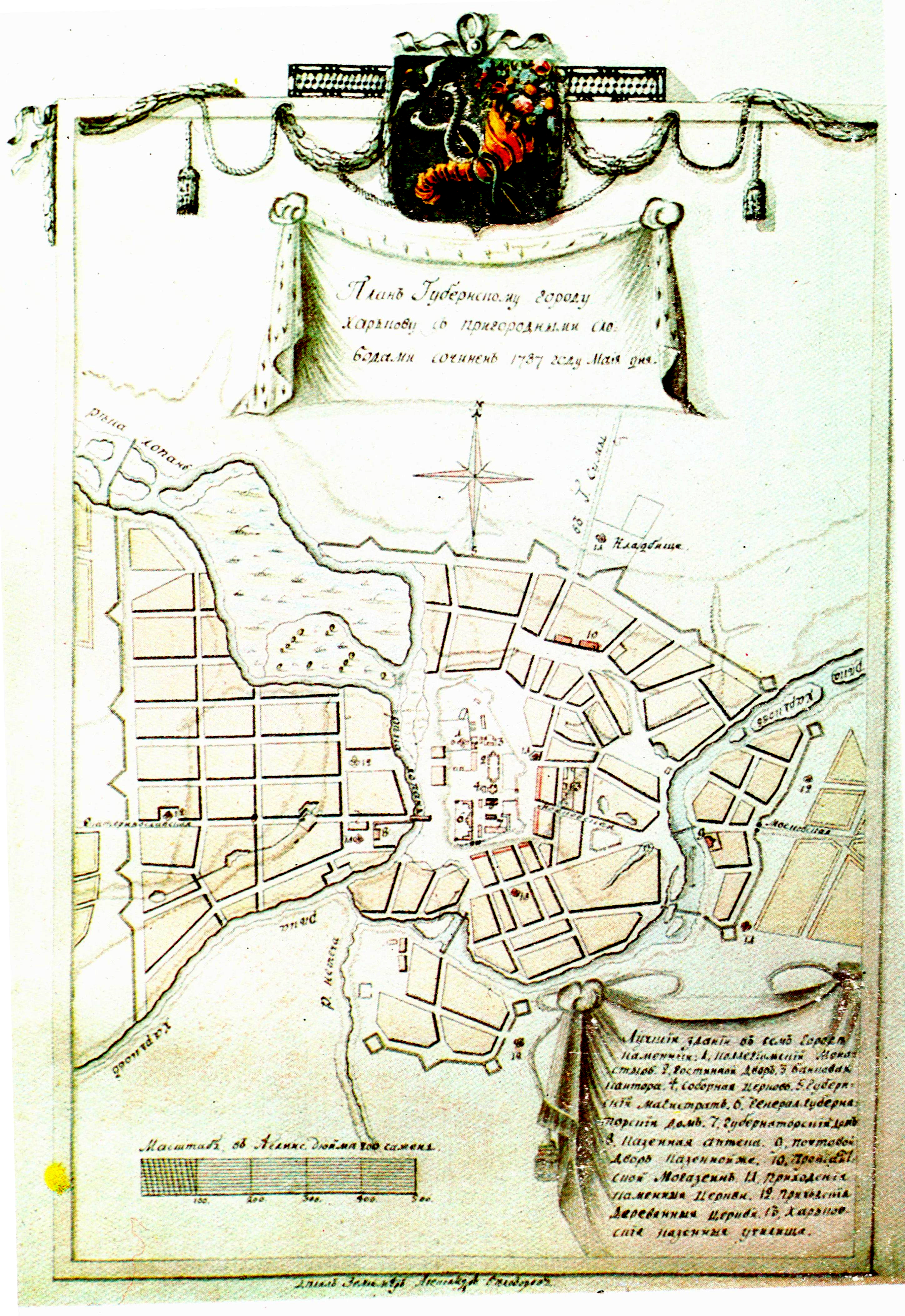
Лопань на плане 1787 года впадает в Харьков: меньшая река в большую

См. также: Харьков (река)#Происхождение названия
В печатном «Топографическом описании Харьковскаго наместничества с историческим предуведомлением…» 1788 года издания сказано, что город получил своё название по реке: «Губернской город Харьков, привилегированный, называется по речке Харькову, при которой он расположен». Данная версия поддерживается большинством историков и краеведов в отношении названия современного города. Согласно историку митрополиту Филарету (Гумилевскому), название реки было таким же в XII веке. Согласно «Книге Большому Чертежу», река известна с 1556—1627 годов, современный город основан позднее (между 1630 и 1654 годами). Это мнение полностью подтверждают Д. Миллер и Д. Багалей. Название современному Харькову в XVII веке было дано по Харьковскому городищу и реке Харьков, а не Лопань, хотя Университетская горка ближе к Лопани, поскольку до конца XVIII века считалось, что Лопань впадает в Харьков (меньшая река в большую).
Согласно этой версии, топоним Харьков получил название от одноимённого гидронима. Что значит гидроним Харьков, в «Описании наместничества…» не объясняется. По мнению И. Рассохи, название реки относится к древнейшему индоевропейскому пласту гидронимии и происходит от корня Hark — «серебро», то есть «Серебряная река, Серебрянка».

### Харка
В начале XIII века «аул Харька» упоминается в поэме булгарского поэта Кул Гали «Кысса и Йусуф».
Данная версия косвенно подтверждается побывавшим в 922 году в Волжской Булгарии (стране Булгар) секретарём посольства Багдадского халифата Ахмедом ибн Фадланом. Вот что писал араб Фадлан в пересказе перса Амин Рази (15 век, книга «Семь климатов») о Руси начала 10 века: «Русы — это огромная масса людей (…) Лён этой области и местности знаменит, в особенности резиденции её царя, называющейся Кийава. Из числа знаменитых и известных городов один Черниг, а другой Харка». Также в книге персидского энциклопедиста Наджиба Хамадани «Диковинки творения» (XII век) описаны четыре больших города страны русов, один из которых Харка («Русы — многочисленный народ(…) Большие города там: Кийава, Черниг, Харка и Сарук»). Этой версии существования города в домонгольский период придерживаются директор Киргизского института этнологии Т. Акеров, археолог A.Г. Дьяченко, историк И. Рассоха; её рассматривают краеведы И. Саратов, Л. Мачулин и другие.

### Шарукань
Шарукань (Харука́нь, от имени половецкого (кыпчакского) хана Шарукана) — город XI — начала XIII века на территории Половецкой земли. Возможно, сам хан Кара-хан (первый хан тюркской династии), Шару-хан, Шарукан либо Шарукань (этноним) происходил из династии Караханадов (Караханидское государство).
Точное местонахождения города не установлено; по предположению историков, наиболее возможное местонахождение — на харьковской стороне Северского Донца (в одном воинском переходе от него), в районе городов Чугуева (возможно, названного по имени хана Чугая, 28 км от Харькова) — Змиёва (42 км от Харькова) — Харькова.
Существуют теории о местонахождении города практически в современном Харькове — на Университетской горке (проф. Аристов) либо в Рогани. Некоторые историки полагают, что Шарукань/Шарук-ахан/Харук-ахан/Харукань — это этимологический источник названия гидронима — реки Харьков, давшей название городу Харькову. В 1111 и 1116 годах Шарукань был взят войсками Владимира Всеволодовича Мономаха и других князей. В XII — начале XIII века Шарукань запустел. Шарукань упоминается в Повести Временных Лет под 6619 (1111) годом.
Таким образом, согласно этой версии Харьков по-половецки — город [хана] Харука.

### Донец
На территории современного Харькова, ниже по течению на 10 км от домонгольского Харькова, находился древнерусский форпост — пограничный со Степью город Донец Новгород-Северского княжества, названный так по тогдашней реке Донец. Именно в этот город прибыл сбежавший из половецкого плена в 1185 либо 1186 году князь Игорь Святославич, что описано в «Слове о полку Игореве». Город Донец, уничтоженный татаро-монголами в 1239 году, никогда в древности не ассоциировался собственно с Харьковом и находился на расстоянии 10 километров ниже по течению от Харьковского городища, точно на котором был основан современный город в XVII веке.
Некоторые современные историки считают, что так близко два домонгольских города (Харьков и Донец) одновременно существовать не могли. Но как раз в IX—XI веках (особенно в начале XI века), в эпоху перехода к достаточно сильной княжеской власти, именно это явление на Руси и наблюдается: различные удельные князья достаточно часто основывали свои опорные пункты (погосты, станы), сначала небольшие, не внутри населённого центра, иногда крупного, а рядом с ним — в ближайшем удобном для обороны возвышенном месте и одновременно у воды — на расстоянии от нескольких до 15 км. Делалось это для того, чтобы княжим людям (в том числе как христианам) не попадать под влияние местных (в том числе языческих) жителей, не зависеть от них продовольствием, ограничить для них возможность мелких бунтов, иметь огороженное место для защиты от врагов и хранения припасов и казны и место для резиденции князя и его дружины. Это явление имело место в раннем средневековье и в Скандинавии, где племенные местные поселения назывались «туны», а королевские станы центральной власти — «хусабю». Возможно, жители княжих центров пользовались правом экстерриториальности. Из подобных двойных городов известны: Новгород у Рюрикова городища, Ростов у Сарского городища (возможно, древнего Ростова), крепость князя Глеба близ Мурома, Смоленск возле Гнездова городища, Ярославль возле языческого поселения Медвежий угол. Подобные «параллельные» города могли иметь разную судьбу: слиться в один; население княжьего медленно либо быстро по разным причинам (например, удобного расположения, убийства князя) переходило в более древний (Муром); население более древнего чаще переходило в новый; при этом название старого города могло быть перенесено на новый (Ростов) либо могло не переноситься (Ярославль).
Во второй половине XII века опорным пунктом князя Новгород-Северского была именно пограничная крепость Донец, имевшая ограниченную со всех сторон площадь холма — гораздо меньше Харьковского городища, и потому менее населённая (одновременно с ним либо в разное время). Также Донец, в отличие от Харькова, не имел разветвлённой системы подземных ходов.

### Предания о казаке Харько
Основная статья: Харько

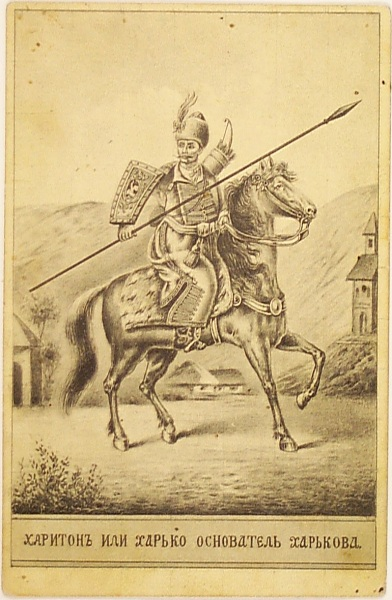
Мифический казак начала XVII века Харько

Согласно этой версии, Харьков по-русски — Харьков город (Харько — диминутив от имени Харитон). Мифический казак XVI, начала XVII или даже XVIII века Харько, по имени которого якобы назван город и которому воздвигнута в 2004 году в начале проспекта Ленина конная статуя работы З. Церетели, по поздней легенде, приведённой Н.Костомаровым (1881), был казачьим сотником, грабителем имений. По другой поздней легенде, записанной Е. Топчиевым (опубликована в 1838 году), которую раскритиковал как недостоверную Д.Багалей, утонул близ будущего Змиёва в реке Северский Донец:

Не приходится быть первому поселению при реке Лопани, иначе город Харьков назывался бы Лопанью или река Лопань — Харьковом. Ещё дед моего деда зашёл в этот край и именно в окрестности Харькова, когда было здесь мало народу… Первый поселенец… поселился при ней [Белгородской кринице] хутором… И этот первый поселенец был Харько… Когда именно жил Харько, неизвестно, но говорили, что назад тому более 200 лет…[от 1838] Он был не из простых. Вышел из Польши начальником нескольких семей [православных]… Однажды… настигнул их [татар] около нынешнего города Змиёва. Отбил добычу и освободил пленных. Но, угнавшись за самыми татарами на ту сторону Донца, был подавлен большим числом собравшихся неприятелей и потонул в Донце, на обратной переправе с двумя своими сыновьями. Татары, наконец, проникли в скрытное убежище поселения Харька и разорили его совершенно… После этого заселение Харька оставалось долго впусте. Говорили также, что самые татары, первые, называли его именем реку, при которой он жил.

Никто из серьёзных историков не рассматривает жившего ли, нет ли Харитона-Харько как давшего название городу, поскольку он жил по всем источникам позднее второй половины XVI века, когда река в дошедших до нашего времени документах уже называлась Харьков, — по мнению Ф. Гумилевского, с XII века.

### Предания об осадчем Каркаче
Согласно «Описанию городов и знатных местечек в провинциях Слободской губернии в 1767—1773 годах» губернской канцелярии:

«Начало населения сего города [Харькова] в 7138 [от сотворения мира, 1630 от Р. Х.] году, в котором первые начали собираться на поселение малороссияне из-за днепровских польских и малороссийских городов; первый из них был осадчий Иван Каркач, и городок был построен деревянный, с таким укреплением, каково в тогдашнее время служить могло единственно к убежищу от неприятельского татарского нападения».

Утверждения, что в Харькове жила семья Каркачей, не нашли подтверждения.

## Харьковская крепость

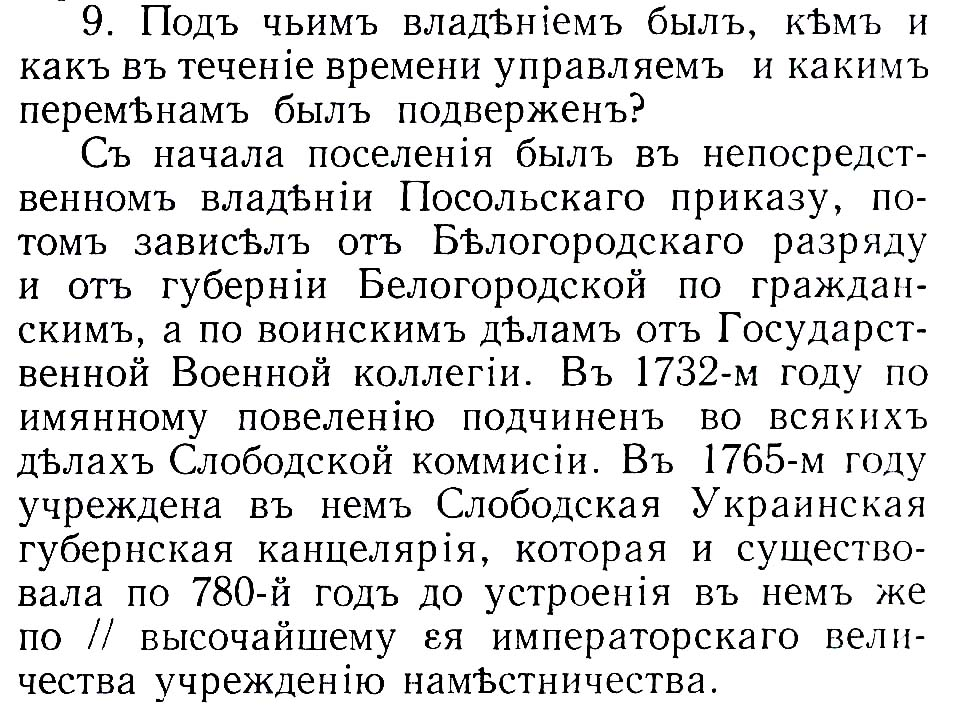
Ответ на вопрос правительственной анкеты: «Под чьим владением [город] был» в «Топографическом описании Харьковскому наместничеству», 1785

Современный город возник на возвышенном плато водораздела рек Харьков и Лопань на месте разрушенного древнерусского городища окружностью не менее 530 саженей, со множеством подземных ходов — сначала как небольшая крепость Русского государства на территории Белгородского разряда для защиты границ от набегов крымских татар.
Начало Харькову дали переселенцы из Правобережной Украины, бежавшие в пределы Русского царства от польского насилия во время восстания Богдана Хмельницкого (Хмельниччины) и поселившиеся с разрешения царя Алексея Михайловича на землях при впадении реки Харьков в реку Лопань. Вначале «осадились» 37 семей (предположительно, в 1651 году, эта дата на знамени Харьковского казачьего полка); затем в 1654 году пришло 587 мужчин-переселенцев из Поднепровья, которые могли носить оружие (с домочадцами — около 2000).

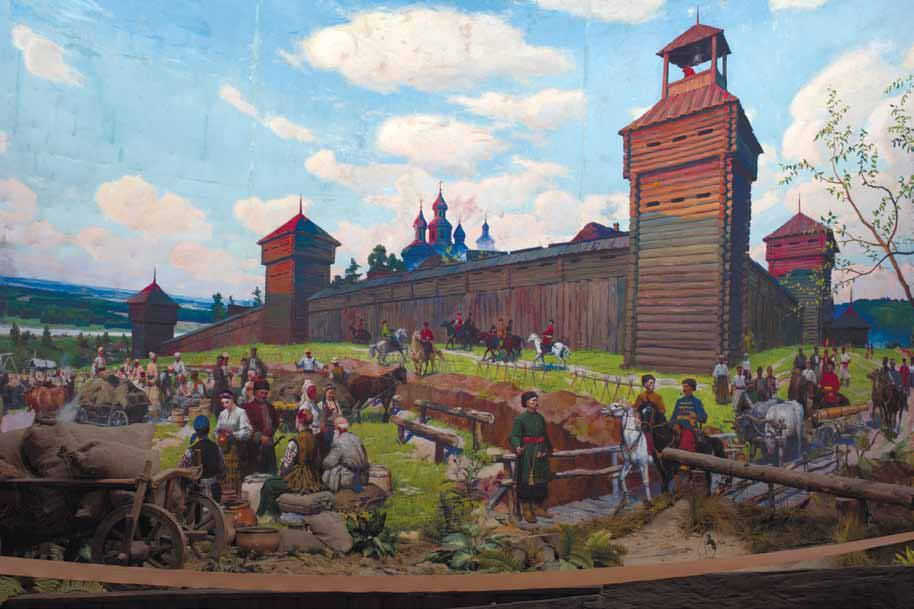
Харьковская крепость XVII века. Диорама художников Л. Шматько, И.Карася.

В 1656 году переселенцы окружили слободу крепостной стеной длиной 1130 м. Строительство велось по чертежу и под надзором чугуевского воеводы Григория Спешнева. Несмотря на это, первоначальный острог был поставлен «по малороссийскому извычаю» — низкий и редкий. В связи с этим в 1656—1658 годах посланный Алексеем Михайловичем воевода Воин Селифонтов со служивыми людьми перестроил укрепления Харькова по «московскому образцу». Стены поставили сплошным дубовым острогом, усилив их катками, обламами и тарасами. Крепость имела десять башен, три из которых имели проездные ворота. Башни имели шатровые завершения, их высота составляла до 13 м. Протяжённость стен крепости составляла 997 м.
В 1658 (по данным Н. Дьяченко — уже в 1655) году по именной описи в Харькове проживало 587 взрослых боеспособных «душ мужеска пола», служивших в полку. В 1660 году воевода Василий Сухотин пристроил к крепости вторую линию укреплений для защиты разросшейся жилой застройки (посада).
Во время мятежа Брюховецкого года на город, верный царю, напали запорожские казаки во главе с жителем Мерефы кошевым атаманом Иваном Серко. Во время обороны города из городских ворот неожиданно выехал отряд харьковских казаков во главе с сотником Григорием Донцом и напал на казаков Серко. Харьковчане преследовали Серко и запорожцев до Мерефы и Валок; во время погони харьковчане захватили две пушки запорожцев (которые сохранились до сего дня и находятся на площади Конституции).
Около 1669 года получил название «полковаго города Харьковского козачьего полка». С момента учреждения Слободской губернии в 1765 году — губернский город.
В Харьковском историческом музее находится макет первой деревянной крепости.
Воеводская власть существовала до 1706 года, когда была ликвидирована.

## Харьков вXVIII— началеXX века

Харьков на плане генерального межевания Харьковского уезда. 1783 год
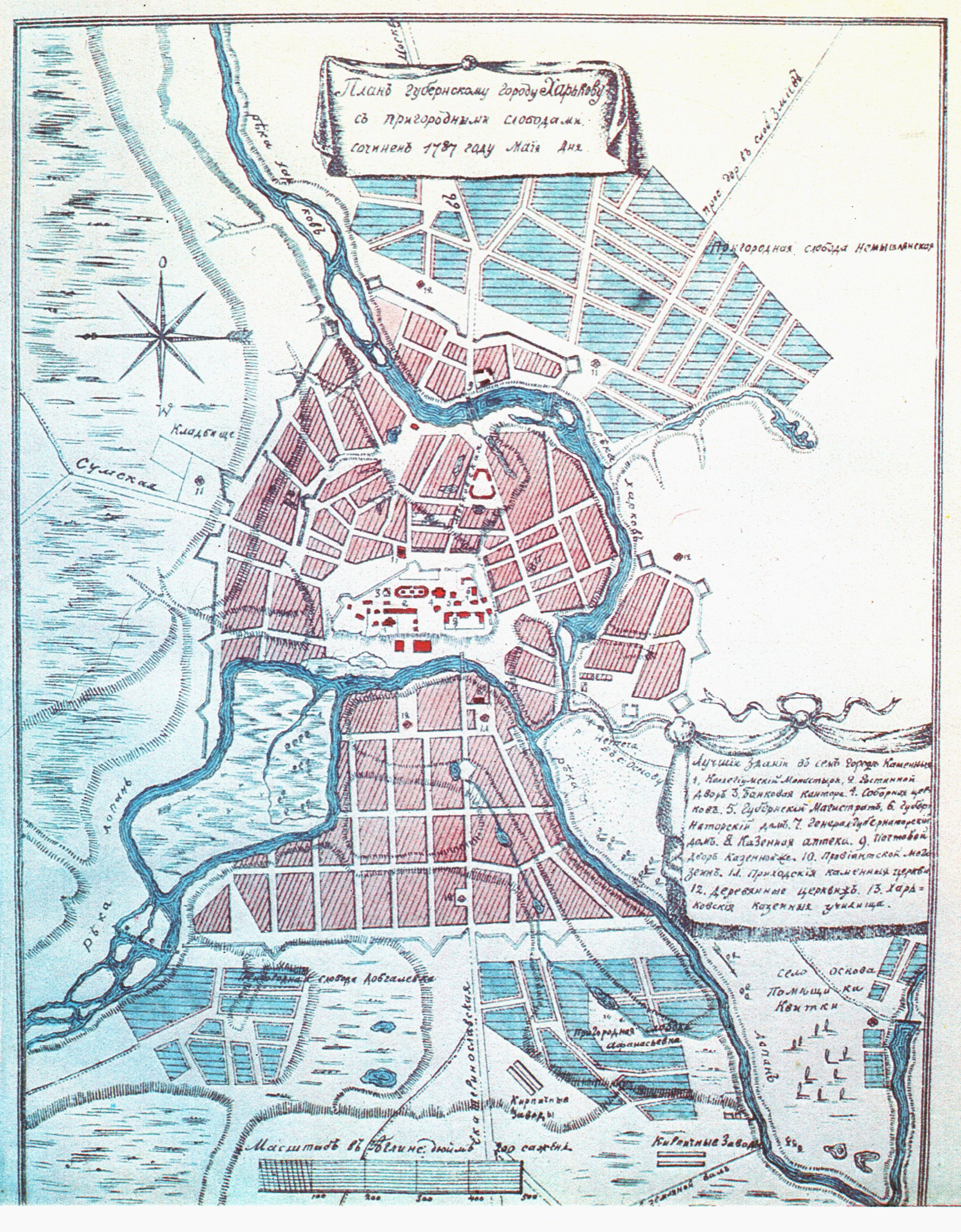
План Харькова 1787 года
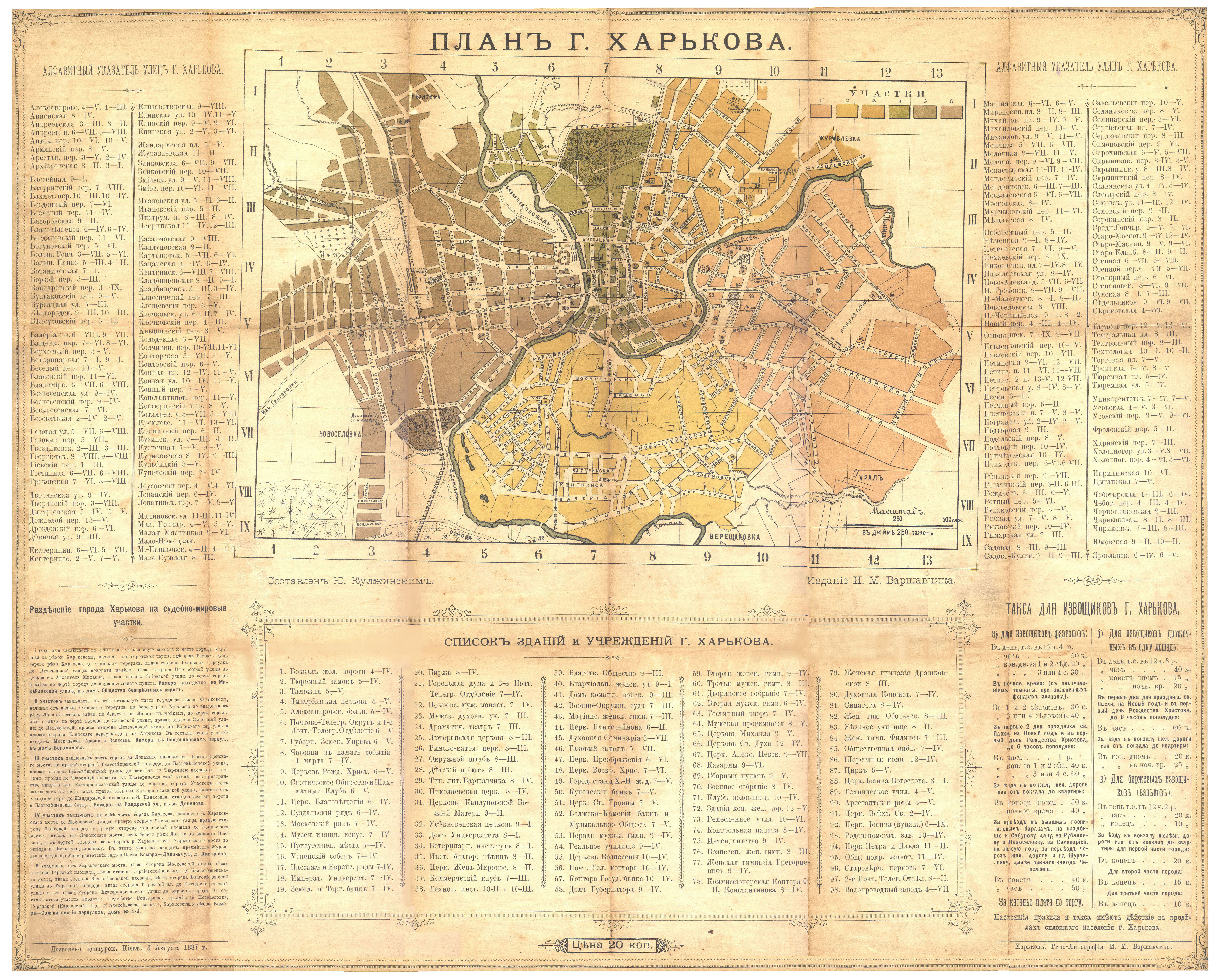
Карта Харькова 1887 года
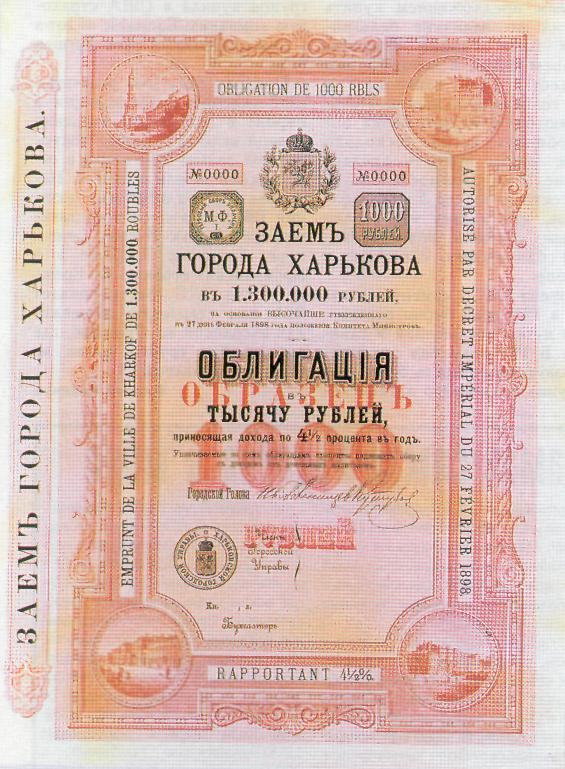
Дореволюционный харьковский французский заём. Билет 1000 рублей

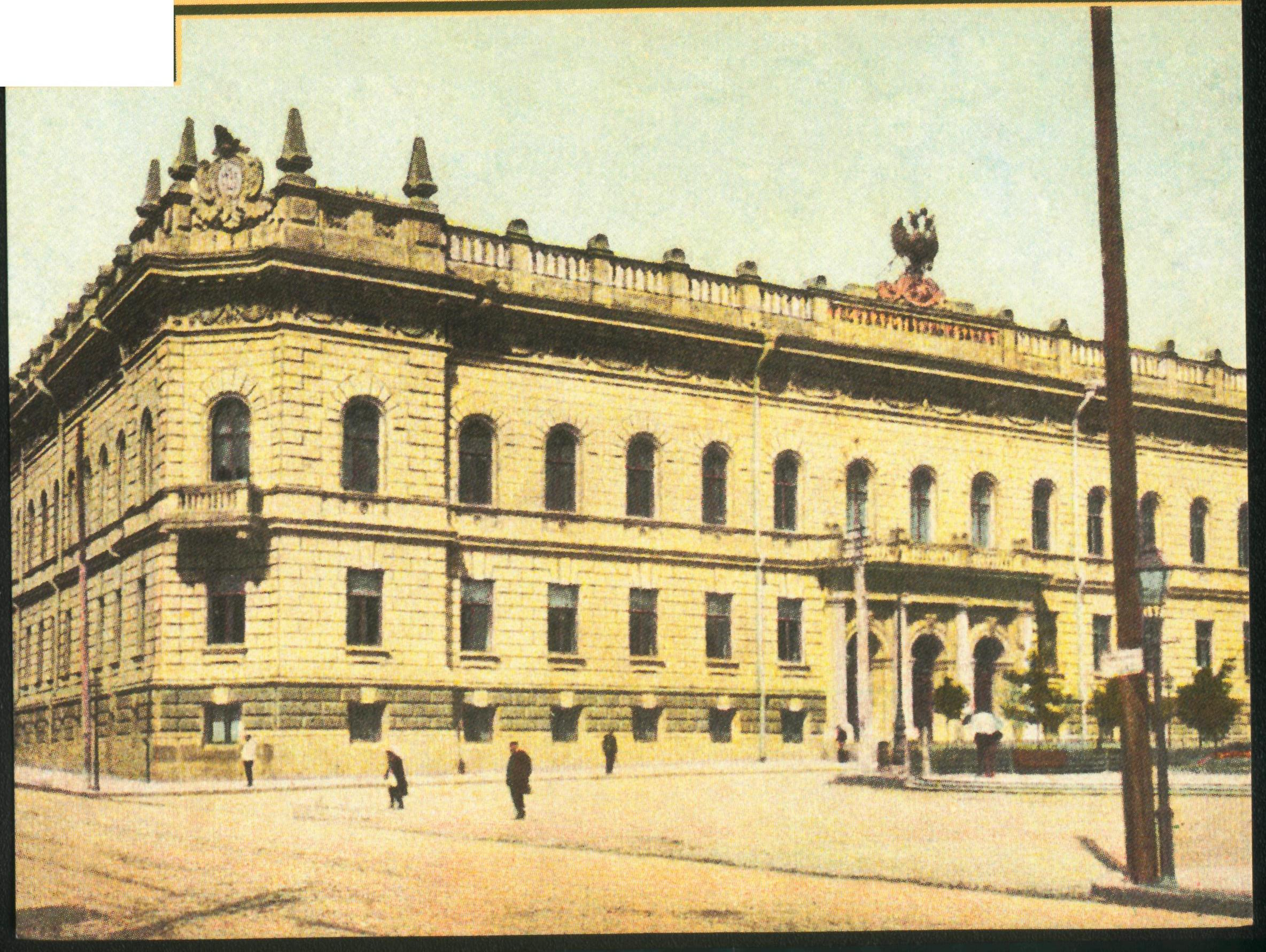
Государственный Банк Российской империи, 1900-е

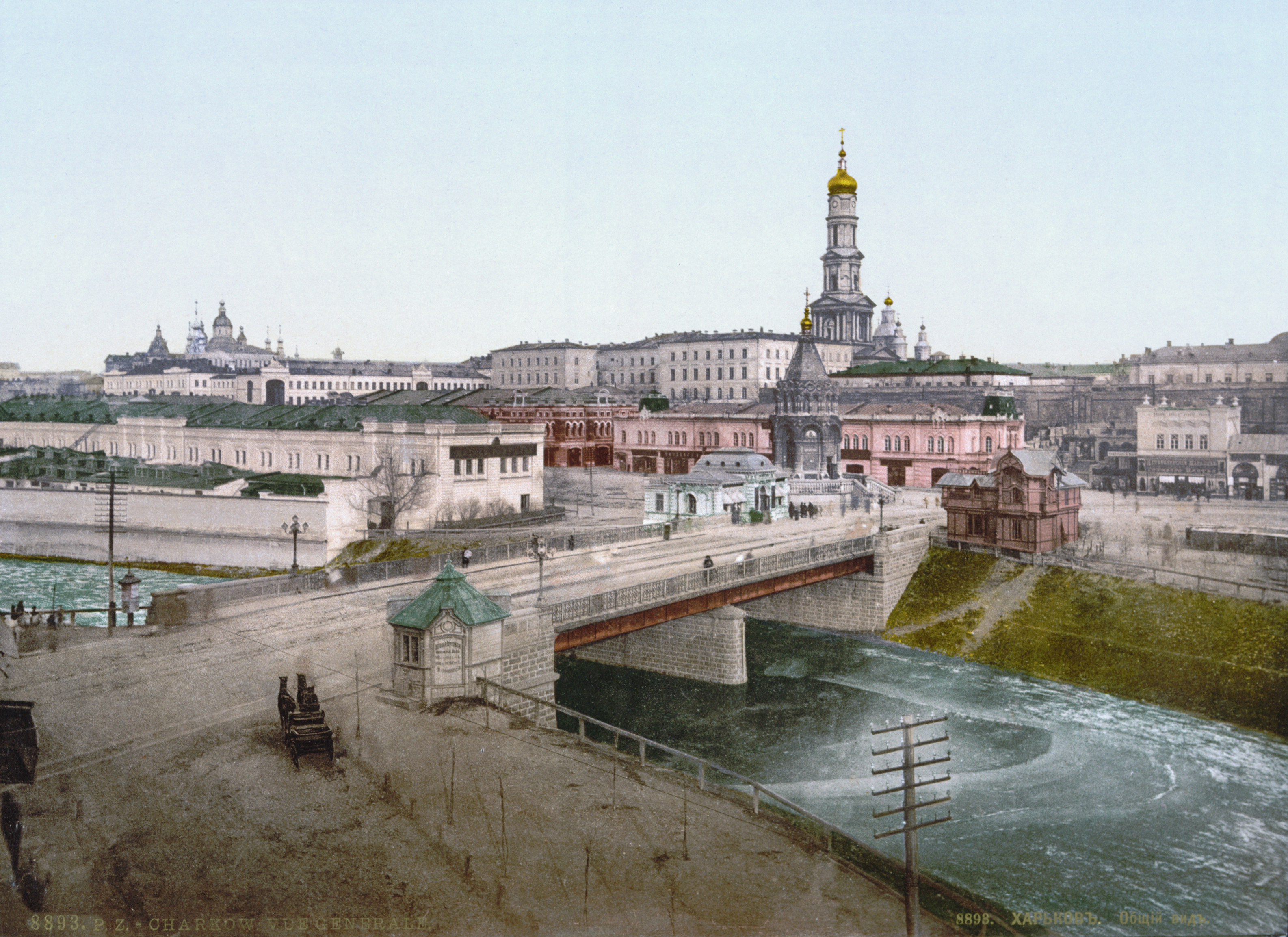
Вид через реку Лопань на Университетскую горку. Открытка конца XIX века

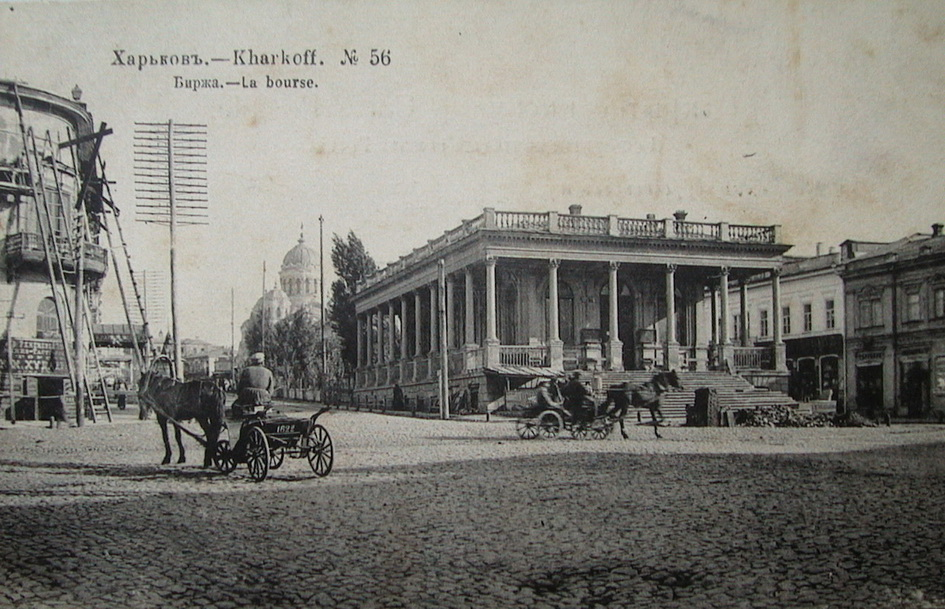
Харьковская биржа, 1900 год

После учреждения губернии становится её центром (1765).
Город был военно-оборонным и ремесленно-земледельческим центром. В XVII веке город стал центром проведения многочисленных ярмарок, и постепенно превратился в торгово-ремесленный, а позже и фабрично-заводской центр. К 1837 в Харькове насчитывалось свыше семидесяти промышленных предприятий: мельниц, салотопок, винокуренных и кожевенных заводов. В середине XIX века в городе проживало свыше 30 тысяч жителей.
С 1852 года было открыто регулярное движение почтово-пассажирских дилижансов по линии Москва—Харьков. Стимулом экономического развития послужила прокладка через город железных дорог: Курско-Харьковско-Азовской (1869) и линии Балта (Одесса) — Кременчуг — Харьков (1871). Город стал не только железнодорожным узлом — с 1896 года и южнорусским центром паровозостроения (ХПЗ).
В 1780—1796 — центр Харьковского наместничества. В течение XVIII—XIX веков — главный торговый, культурный и промышленный центр Слобожанщины.
В 1789 году в Харькове открывается первый в Малороссии стационарный театр, в 1805 — второй на нынешней территории Украины университет, в 1885 — технологический институт (сейчас — НТУ «Харьковский политехнический институт»), в 1912 — Высшие коммерческие курсы (Харьковский коммерческий институт).
Здравоохранение в городе активно развивалось. Так, на его окраине располагалась Сабурова дача — крупнейшая психиатрическая больница Российской империи. В 1869 году открывается первая городская больница со стационаром, доступная для малообеспеченного населения — Александровская больница.
По данным переписи 1897 года, Харьков, входя в состав преимущественно украиноязычного Харьковского уезда, являлся преимущественно русскоязычным городом: из 173 989 жителей города русский (в переписи — «великорусский») язык родным указали 109 914 человек (63,17 % населения), украинский («малорусский») — 45 092 (25,92 %), идиш («еврейский») — 9 848 (5,66 %), польский — 3 969 (2,28 %), немецкий — 2 353 (1,35 %), другие языки — 2 813 (1,62 %).

## Харьков в периодПервой мировойиГражданской войн

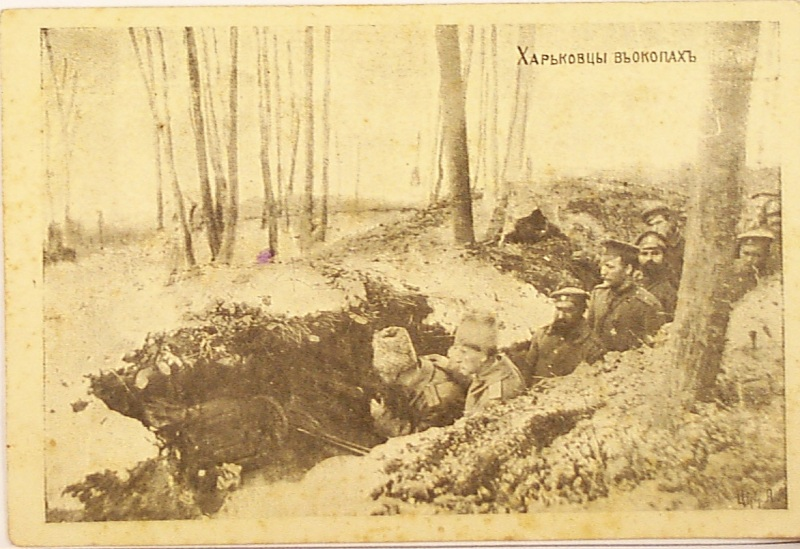
Харьковцы в окопах Первой мировой войны

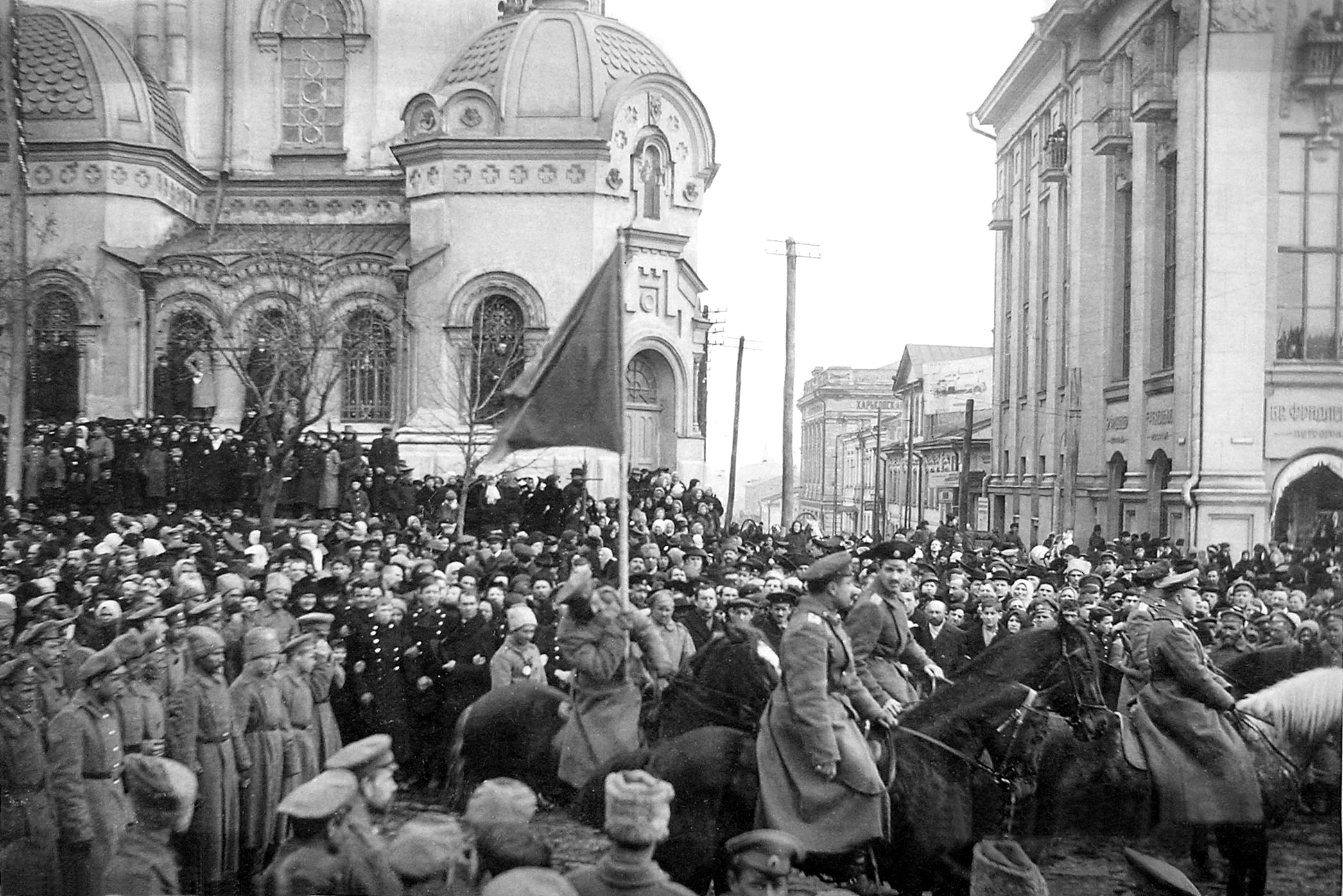
Демонстрация в Харькове на Николаевской площади во время Февральской революции 1917 года

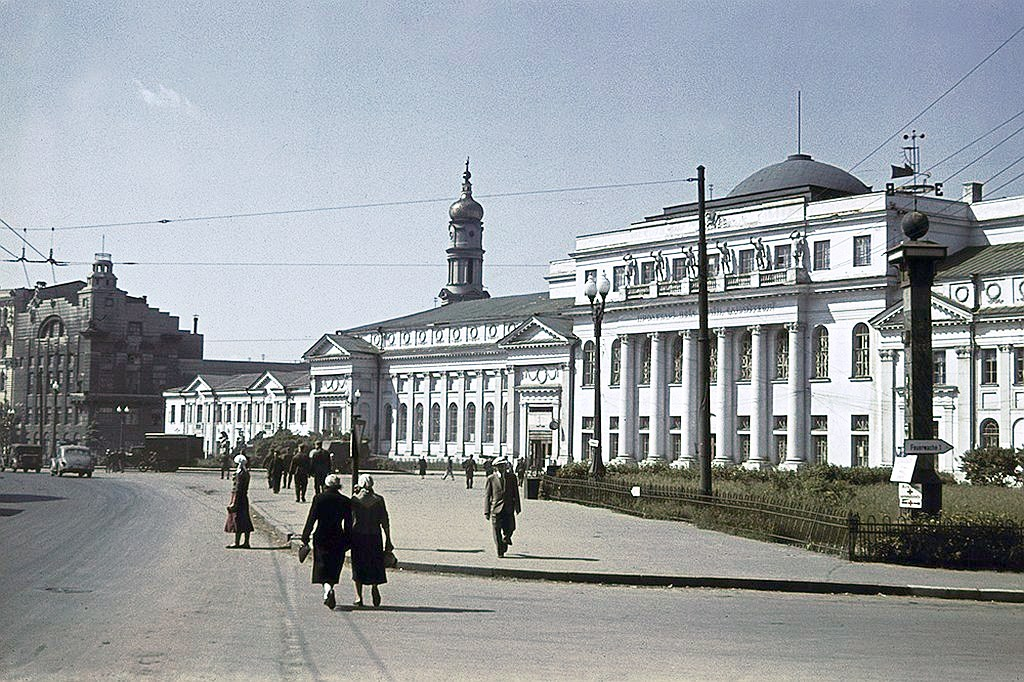
Дом дворянского собрания в Харькове на Николаевской площади (нынешняя площадь Конституции). В этом здании в конце декабря 1917 года была провозглашена советская власть на Украине, во второй половине 1919 года располагалась штаб-квартира командующего Добровольческой армии, а в 1920—1934 гг. в этом здании располагалось правительство УССР. Разрушен в 1943 году.

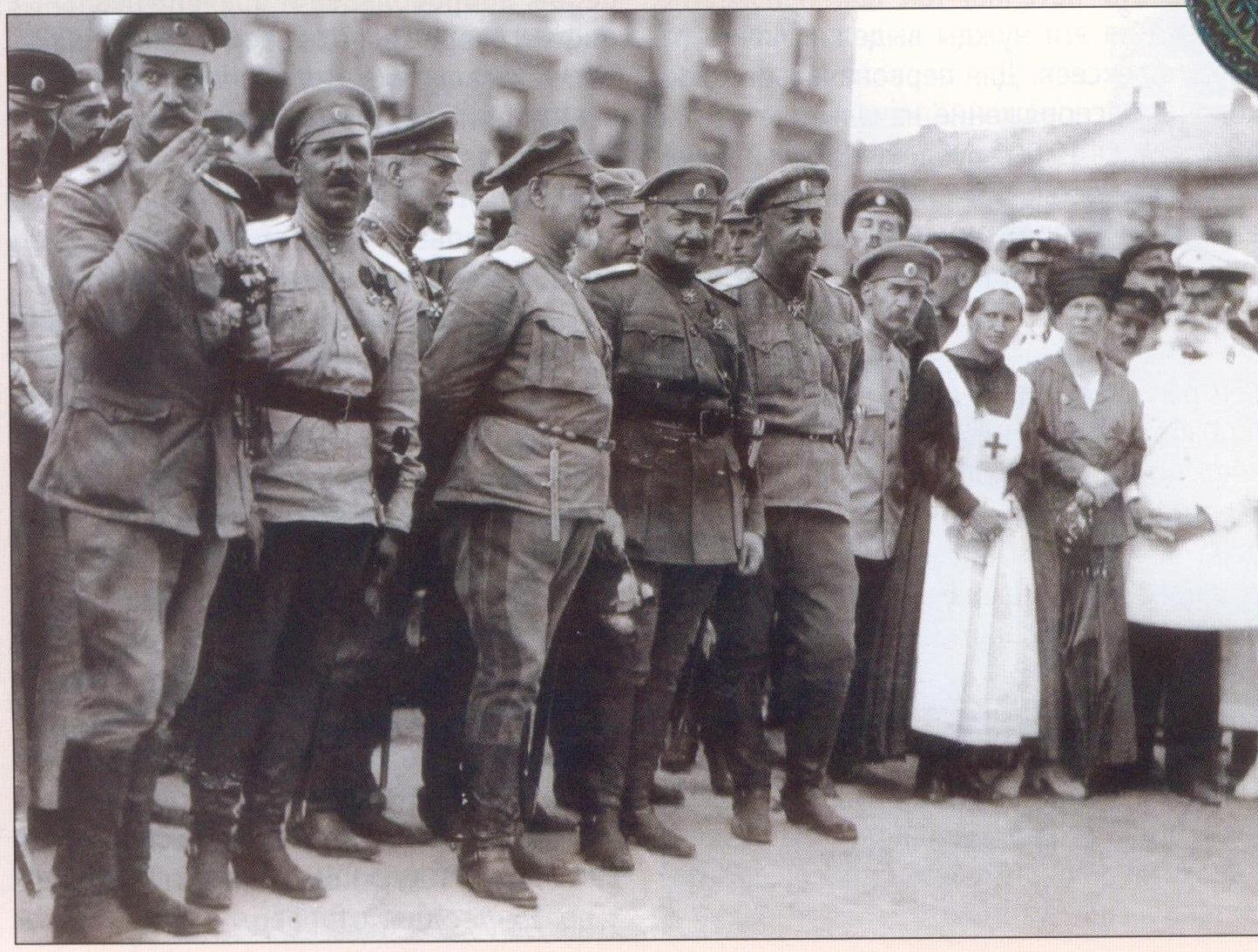
Парад сил Белого движения по случаю освобождения города от красных. В центре Деникин и Романовский, лето 1919 года

С 1918 по 1919 год Харьков был столицей Украинской Народной Советской и Донецко-Криворожской Советской республик в составе Советской России, во второй половине 1919 года — центром Харьковской военной области ВСЮР, с конца 1919 по 1934 год — столицей Украинской Советской Республики, ставшей в 1922 г. союзной республикой в СССР.

### 1914 год — октябрь 1917 года
В 1916 году в разгар Первой мировой войны в городе открылись суконные мастерские для пошива обмундирования армии. Крупнейшая из них, эвакуированная из Лодзи в 1915 году, получила в Харькове название «Красная нить». В 1920-е годы на ней было сосредоточено все суконное производство города. Во времена Первой мировой войны был перенесён из Риги в Харьков Русско-Балтийский электротехнический завод (современный ХЭМЗ).

### Конец 1917 года
Декабрь 1917 года. Прибывшие из России части разоружают войска Центральной Рады и с боями берут власть в городе. Первые аресты и закрытия газет.
24—25 декабря 1917 года в Харькове в здании бывшего Дворянского собрания состоялся 1-й Всеукраинский съезд Советов, на котором пробольшевистские делегаты провозгласили Украину Республикой Советов, заявили о свержении власти Центральной Рады, установлении федеративных связей Советской Украины с Советской Россией, избрали Центральный Исполнительный Комитет (ЦИК) Советов. 27 декабря из состава ЦИКа был выделен Народный секретариат — первое советское правительство Украины.

### 1918 год
В Харькове 9—12 февраля 1918 года была провозглашена Донецко-Криворожская Советская Республика в составе РСФСР со столицей в Харькове. 7 апреля 1918 года Харьков заняли немецкие войска; столица ДКР перенесена в Луганск. Вместе с немцами в Харьков вступил Запорожский корпус под командованием полковника УНР П. Болбочана. С 1 мая в Харькове была утверждена власть гетмана Скоропадского. В ноябре немецкие войска были выведены из Харькова, а 18 ноября Запорожский корпус, стоявший в городе и служивший с мая 1918 года гетману, объявил в городе власть Директории УНР.

### 1919 год
В ночь на 1 января 1919 года началось большевистское восстание в Харькове, а 3 января в город вступили советские части и вторично в городе была установлена советская власть. 8—10 марта 1919 года в Харькове состоялся Третий Всеукраинский съезд Советов, на котором было провозглашено о создании Украинской Советской Республики (позже УССР).
25 июня 1919 года город заняла белая Добровольческая армия. Наступление велось со стороны Основы и по Московскому проспекту. Первыми в центр города вступили со стороны улицы Кузнечной дроздовские части под командованием Антона Туркула. В день вступления белых в город у стен Городской Думы погиб экипаж красного броневика Остин-Путиловец «Артём» (командир — Ю. Станкевич).
Главнокомандующий Вооружёнными Силами Юга России Антон Иванович Деникин сразу после взятия Харькова Добровольческой армией 28 июня присутствовал на торжественном молебне, посвящённом освобождению города, на площади перед Никольским собором. Жителями города Главкому были преподнесены хлеб-соль на специальном блюде, которое сейчас хранится в Центральном музее Вооружённых Сил.
В здании Дворянского собрания в 1919 году размещался штаб Добровольческой армии ген. Май-Маевского и происходило действие книги Болгарина и Северского [militera.lib.ru/prose/russian/bolgarin_seversky/index.html «Адъютант его превосходительства»].
12 декабря 1919 года в город вошли войска РККА. Была в третий раз установлена советская власть.

## Столица УССР

Жертвы голода на улицах Харькова, столицы Украинской ССР. 1933 год / ЦГКФФА Украины / Фотограф А. Винербергер.

В качестве столицы Советской Украины Харьков быстро застраивался, стремительным был и рост населения города. В 1917 году в Харькове жило 279 тысяч человек, в 1939—833 тысячи. Индустриальный Харьков рос в юго-восточном направлении, именно тут накануне Первой мировой войны возник крупный промышленный район. В 1934 году был принят генеральный проект планировки Харькова. По своему экономическому развитию город стал третьим после Москвы и Ленинграда индустриальным центром СССР. Машиностроение Харькова до Великой Отечественной войны давало около 40 % продукции всей машиностроительной промышленности Украины и до 5 % — СССР.
Столица УССР была перенесена из Харькова в Киев только в 1934 году.

## Харьков в годыВеликой Отечественной войны

### Оккупация
Харьков был наиболее населённым городом Советского Союза, побывавшим в немецкой оккупации во время Великой Отечественной войны. Население города 1 мая 1941 года составляло 901 тысячу человек, перед оккупацией в сентябре 1941 года вместе с эвакуированными составляло 1 млн 500 тыс. (больше, чем сейчас), после освобождения в августе 1943 года — 180—190 тысяч человек (по данным Н. С. Хрущёва, 220 тысяч).
Город был оккупирован 24—25 октября 1941 года силами 6-й армии вермахта под командованием Вальтера фон Рейхенау, 55-м армейским корпусом Эрвина Фирова (который стал комендантом города). После пережитого во время Великого террора многие жители города приветствовали немецкие войска как «освободителей» с хлебом и солью. Обер-бургомистром был назначен немецкий полковник Петерскнотте, который, однако, вскоре передал свои полномочия А. И. Крамаренко. Последний оказался плохим администратором, не сумел справиться ни с задачами снабжения, ни с борьбой против советского подполья.
Впервые в истории Великой Отечественной войны здесь при отступлении советской армией были применены радиоуправляемые мины. Самый известный взрыв радиоуправляемой мины был совершён по сигналу советского минёра Ильи Старинова из Воронежа в 3:30 ночи 14 ноября 1941 года. На воздух взлетел германский штаб по улице Дзержинского, 17 (партийный особняк, в котором жили секретари КП(б)У: сначала Косиор, затем Хрущёв) вместе с командиром 68-й пехотной дивизии вермахта, начальником гарнизона генерал-майором Георгом фон Брауном. Сапёр инженер-капитан Карл Гейден, под чьим руководством разминировали здание и обезвредили ложную мину, заложенную под кучей угля в котельной особняка, был разжалован. В отместку за взрыв немцы повесили пятьдесят и расстреляли двести заложников-харьковчан.
В саду Шевченко аллею от Ветеринарного института до памятника Шевченко немцы превратили в воинское захоронение для высоких военных чинов (по прусским военным традициям захоронение часто устраивается в центре города). В харьковском саду были похоронены минимум два немецких генерала: в ноябре 1941 года — взорванный Ильёй Стариновым Георг фон Браун, надгробие над могилой которого было похоже на мавзолей; и в июле 1943 года — командир 6-й танковой дивизии Вальтер фон Хюнерсдорфф, раненый 14 июля под Белгородом во время Курской битвы и умерший после операции в Харькове 19 июля; на его похоронах присутствовал фельдмаршал фон Манштейн.
Немцы собирались устроить на аллее сада «пантеон германской военной славы». После окончательного освобождения города, в 1943 году, оккупационное кладбище было уничтожено.

### Бои за город
Харьков был оккупирован 24 октября 1941 года силами 6-й армии вермахта под командованием Вальтера фон Рейхенау. Город был сдан почти без боя из-за предшествующей катастрофы под Киевом. Бои шли в центре, на улице Университетской. Oсновная точка обороны — Центральный Дом Красной Армии на Университетской площади. Оборона также держалась и на Холодной Горе.
В январе 1942 года РККА предприняла наступление южнее города, в районе Изюма. С изюмского плацдарма командование Юго-Западного фронта намеревалось осуществить Харьковскую операцию по окружению и дальнейшему уничтожению противостоящей 6-й германской армии. Эта операция, начатая 12 мая 1942 года, завершилась катастрофой: в окружение и плен попали значительные силы наступавших советских войск.
16 февраля 1943 года в процессе развития наступления РККА, начатого после Сталинградской битвы, Харьков был освобождён силами Воронежского фронта под командованием генерала Ф. И. Голикова в ходе Харьковской наступательной операции 2.02.—3.03.1943 года:
- 40-й армии в составе: 25-й гв. сд (генерал-майор Шафаренко, Павел Менделевич), 340-й сд (генерал-майор Мартиросян, Саркис Согомонович), 183-й сд (полковник Костицын, Александр Степанович), 100-й сд (генерал-майор Перхорович, Франц Иосифович), части сил 305-й сд (полковник Данилович, Иван Антонович), 16-й пбр (подполковник Купин, Иван Владимирович); 5-го гв. танкового корпуса (генерал-майор т/в Кравченко, Андрей Григорьевич) в составе: 21-й гв. тбр (полковник Овчаренко, Кузьма Иванович), 116-й тбр (подполковник Новак, Анатолий Юльевич), 6-й гв. мотострелковой бригады (полковник Щекал, Александр Михайлович); 192-й тбр (подполковник Шевченко, Пётр Фёдорович); 10-й артдивизии прорыва (полковник Хусид, Виктор Борисович) в составе: 22-й лёгкой артбригады (полковник Никитин, Александр Сергеевич), 29-й гаубичной артбригады (подполковник Трофимов, Лев Алексеевич).
- 69-й армии в составе: 161-й сд (генерал-майор Тертышный Пётр Вакулович), 270-й сд (подполковник Полятков, Николай Дмитриевич), 219-й сд (генерал-майор Котельников, Василий Петрович), 180-й сд (полковник Малошицкий, Исаак Яковлевич), 37-й стрелковой бригады (полковник Гущин, Борис Владимирович); 1-й истребительной дивизии (полковник Беляев, Иван Петрович) в составе: 2-й инженерной бригады (полковник Лубман, Борис Владимирович), 6-й инженерной бригады (полковник Буслаев, Иван Ефимович), 10-й инженерной бригады (подполковник Поляк, Фома Яковлевич); 173-й тбр (генерал-лейтенант т/в Мишулин, Василий Александрович).
- 3-й танковой армии в составе: 160-й сд (полковник Седулин, Эрнест Жанович), 48-й гв. сд (генерал-майор Маковчук, Николай Матвеевич), 62-й гв. сд (генерал-майор Зайцев, Георгий Михайлович), части сил 184-й сд (полковник Койда, Самуил Трофимович); 15-го тк (генерал-майор т/в Копцов, Василий Алексеевич) в составе: 88-й тбр (подполковник Сергеев, Иван Иванович), 113-й тбр (полковник Свиридов, Андрей Георгиевич), 195-й тбр (полковник Леви, Семён Васильевич), 52-й мсбр (подполковник Головачев, Александр Алексеевич); 179-й тбр (полковник Рудкин, Филипп Никитович); 8-й артдивизии (полковник Рожанович, Пётр Михайлович) в составе: 2-й лёгкой артбригады, 28-й гаубичной артбригады, 12-й пушечной артбригады; 15-й гв. миномётной бригады (подполковник Франченко, Пётр Иванович)[83].

Однако контрнаступление немецких войск в марте 1943 года привело к повторной сдаче города (15-16 марта) группе, состоящей из первой и второй дивизий СС под командованием генерала П.Хауссера.
Во второй половине марта [1943], после вторичной оккупации Харькова немецкими войсками, туда прибыла команда палачей под названием «ЭК-5». В первые же дни эта команда арестовала 2 500 советских граждан и расстреляла их в селе Куряж (в 12 километрах от Харькова). Эта же команда расстреляла в лесопарке около 3.000 советских граждан, среди которых было много женщин и детей. В августе текущего года, за несколько дней до своего бегства из Харькова, гитлеровцы увезли 500 жителей в село Куряж и зверски убили их.
В августе 1943 года город был окончательно освобождён в ходе Харьковско-Белгородской операции действиями 69-й армии Воронежского фронта, 57-й армии Юго-Западного фронта и 7-й гвардейской армии Степного фронта. День освобождения Харькова, 23 августа, с тех пор становится городским праздником, в 1980-х годах названным Днём города.

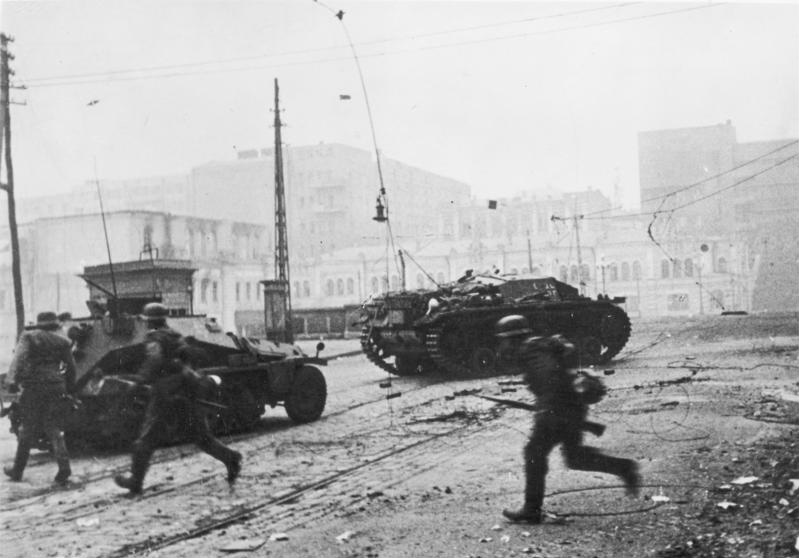
Уличные бои в городе 25 октября 1941
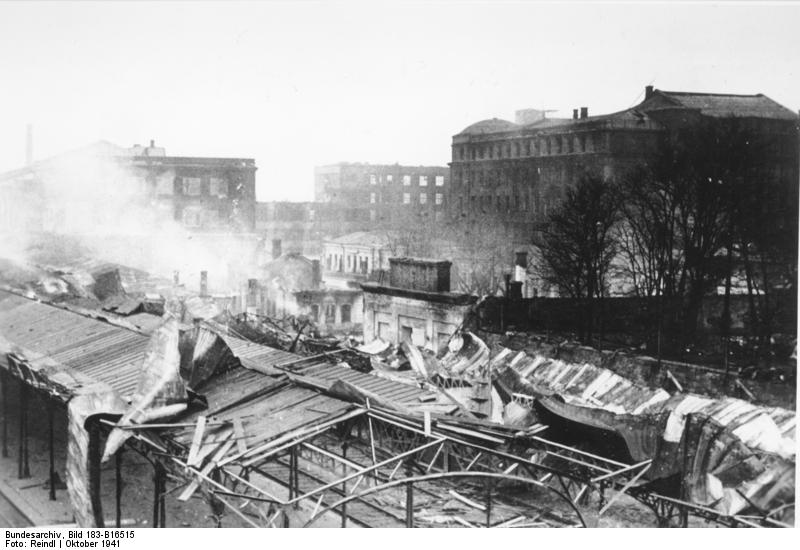
Разрушенный вокзал Харькова, октябрь 1941
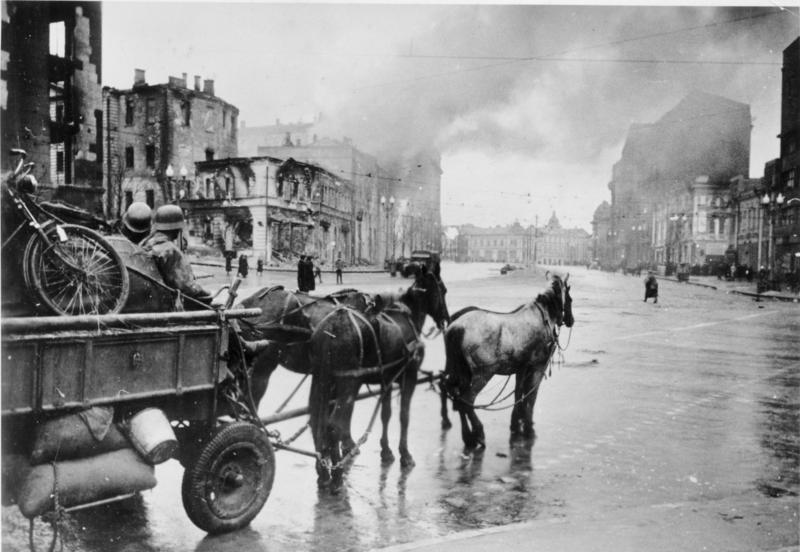
Немецкие войска в разрушенном городе, 11 ноября 1941
Немецкий штурмовик Henschel Hs 123 во II битве за Харьков, аэродром Рогань, 1942

### Освобождение города

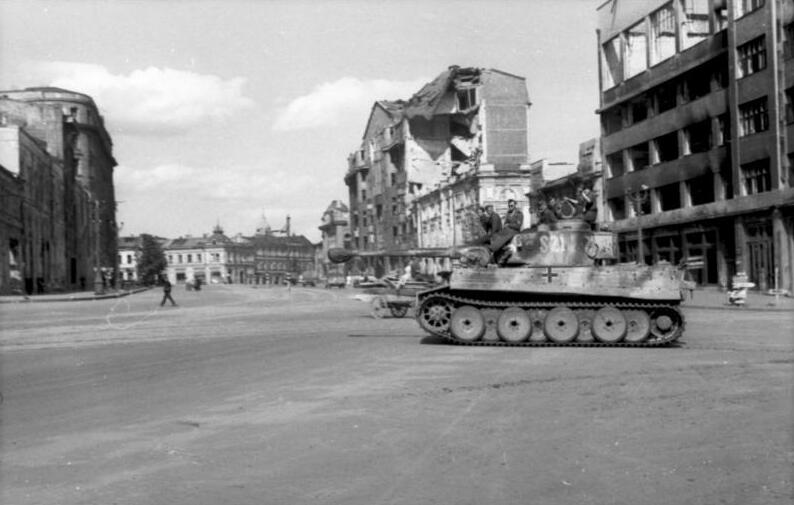
Немецкий танк «Тигр» № S21 в Харькове на площади имени Розы Люксембург, 1943 год.

641 день длилась оккупация Харькова. Только с четвёртой попытки, 23 августа 1943 года, город был окончательно освобождён.
Харьков был настолько большим по площади и укреплённым оборонительными рубежами, что пять советских армий трёх фронтов — Степного маршала Конева, Воронежского генерала Ватутина и Юго-Западного генерала Малиновского — брали его 18 дней, с 13 по 30 августа.

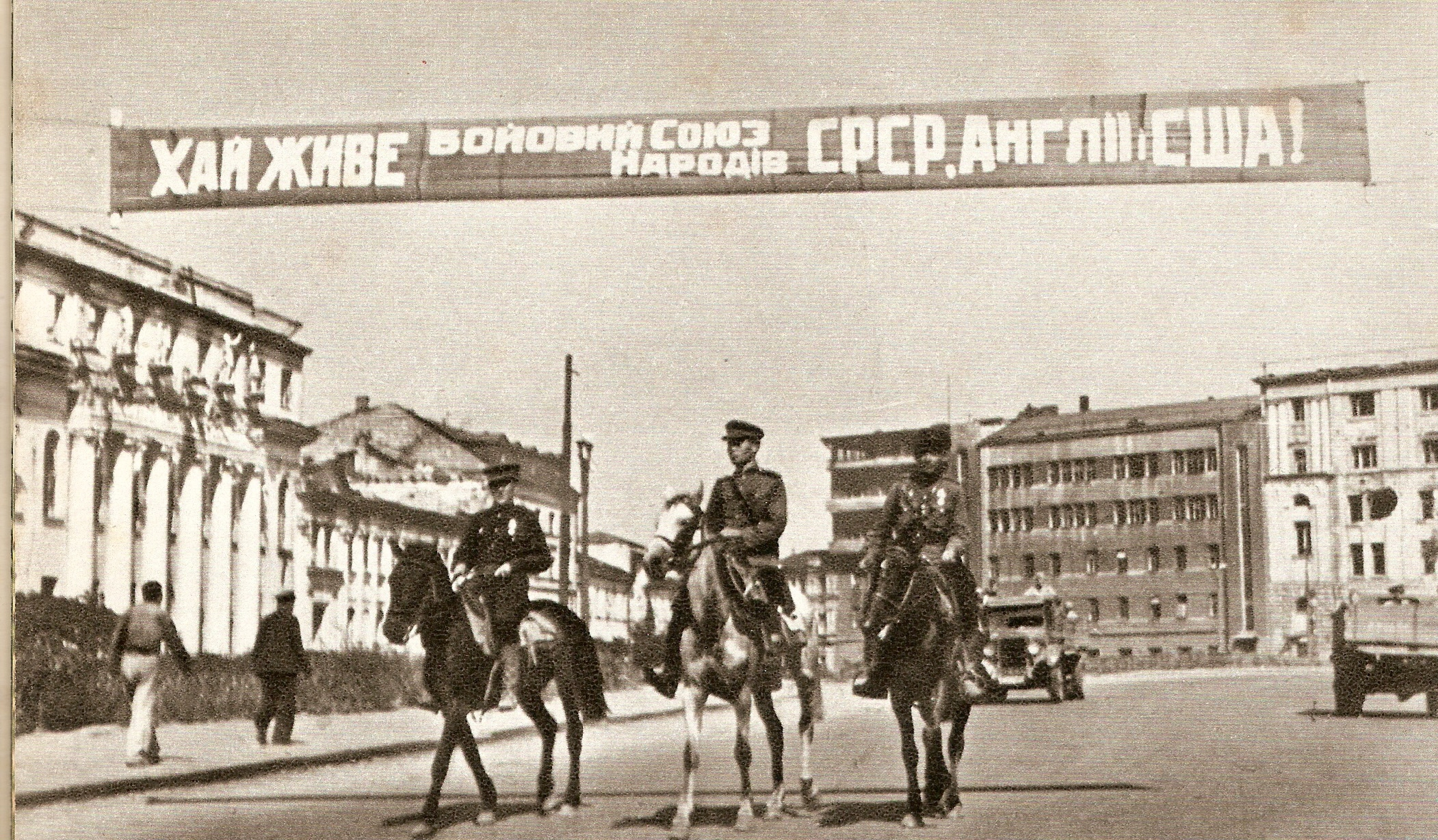
«Да здравствует боевой союз народов СССР, Англии и США!», — вывеска в Харькове вскоре после вступления в город Красной Армии

7 гвардейская армия Михаила Шумилова наступала из района Тракторного завода.
69 армия Василия Кручёнкина наступала с севера через Черкасскую Лозовую и Лесопарк на Большую Даниловку и Сокольники.
53 армия Ивана Манагарова наступала с северо-запада от Пересечной через реку Уды.
57 армия Николая Гагена наступала с востока на Рогань через реку Роганку.
5 гвардейская танковая армия Павла Ротмистрова наступала от села Полевое с северо-запада.
Поддержку наземным войскам и господство в воздухе обеспечивала 5 воздушная армия Сергея Горюнова.

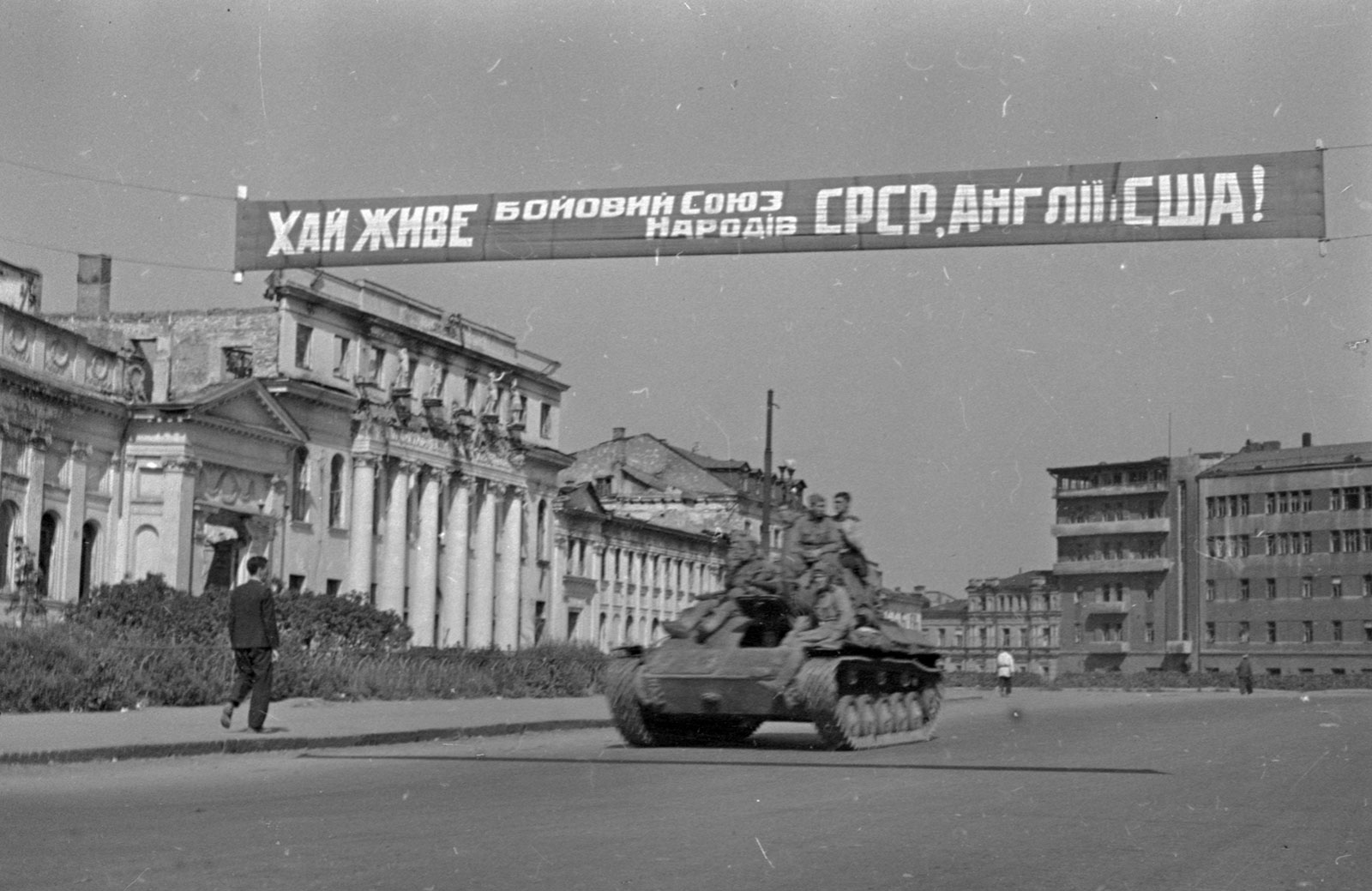
Лёгкий танк T-70 едет на площади Тевелева

Самой первой освобождённой частью нынешнего Харькова стала Большая Даниловка, частично (поскольку она длинная) освобождённая 69-й армией 12 августа — за 11 дней до освобождения центра.
13 августа 57-я армия освободила Рогань, находившуюся за тогдашней городской чертой, а 7-я гвардейская армия в тот же день частично — изолированный от остального города Орджоникидзевский район (посёлок ХТЗ), взяв станцию Лосево.
15 августа 69-я армия освободила Сокольники, частично заняв взлётную полосу ХАЗа, то есть немецкий военный аэропорт Харьков-Центральный.
Нагорный район, центр, запад и восток города (кроме юго-запада и юго-востока) были освобождены от немцев 23 августа.

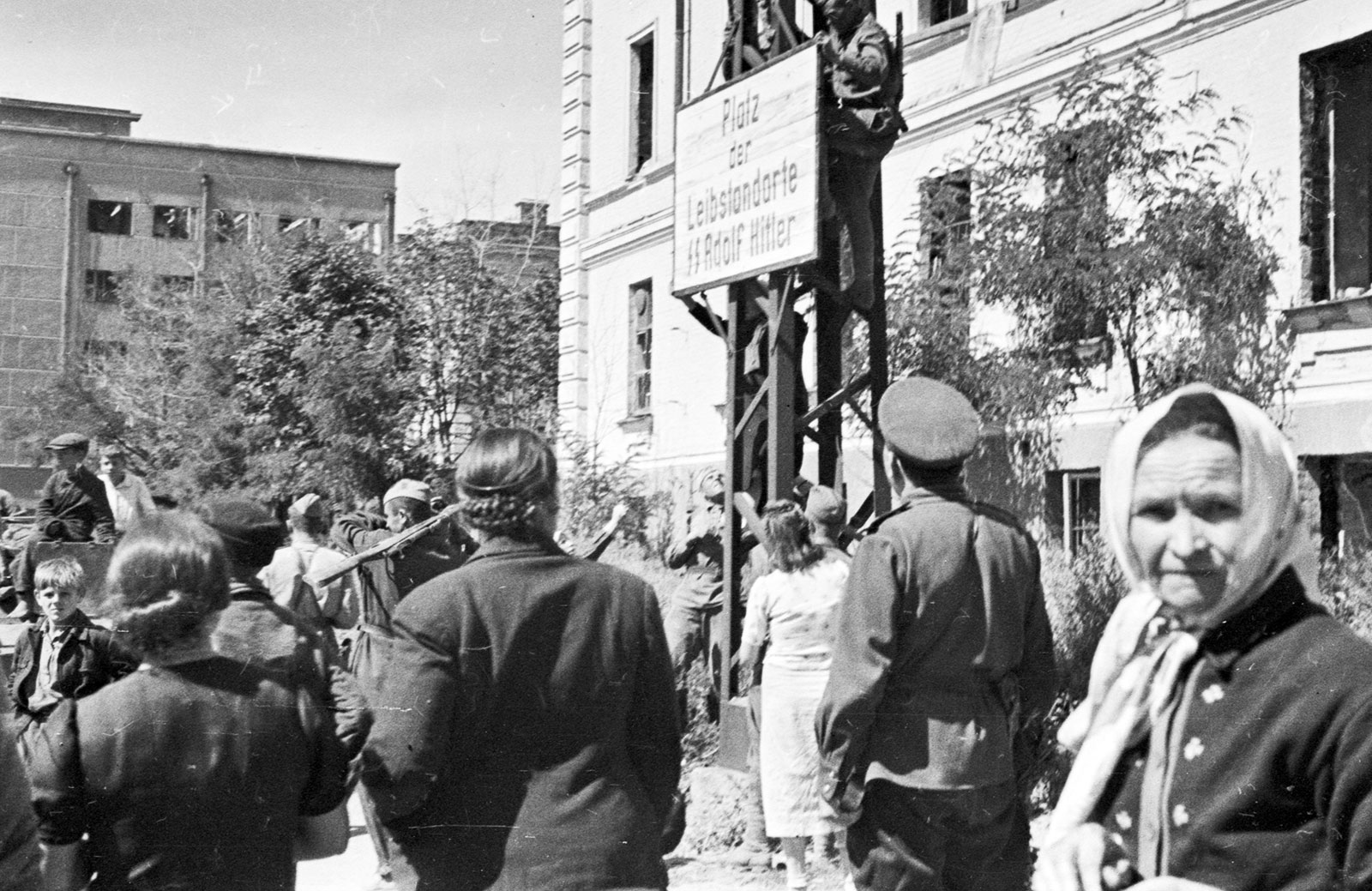
Красноармейцы сбрасывают немецкий плакат на площади Дзержинского

Уникальный факт: оба раза, утром 16 февраля 1943 года и утром 23 августа, первыми освободили сердце Харькова — площадь Дзержинского — воины 183 стрелковой дивизии полковника Василевского. Только в феврале они вошли на площадь со стороны Алексеевки, а в августе — прямо по Сумской.
Символом победы стал красный флаг над Госпромом, водружённый утром 23 августа.
Самыми последними освободили районы Змиевской улицы (29 августа) и отделённый от города рекой Уды изолированный Краснобаварский район (30 августа), то есть юг города. Окончательно угроза контрудара немцев в центр города была ликвидирована 5 сентября, когда советские войска освободили Мерефу.
23 августа 1943 немцы отступили из города на южную окраину, в районы Заудья, дальней Залопани, Змиевского шоссе, аэропорта, Основы, Красной Баварии, при этом каждый день обстреливая артиллерией и даже миномётами центр Харькова.
В ночь с 27 на 28 августа по Змиевской улице группировка генерала Вернера Кемпфа, состоящая из мотопехоты при поддержке танков после короткой артподготовки предприняла попытку отбить город.
Их остановили в районе нынешнего автовокзала (Левада) и отбросили обратно. При этом немцы потеряли несколько танков и до батальона пехоты.

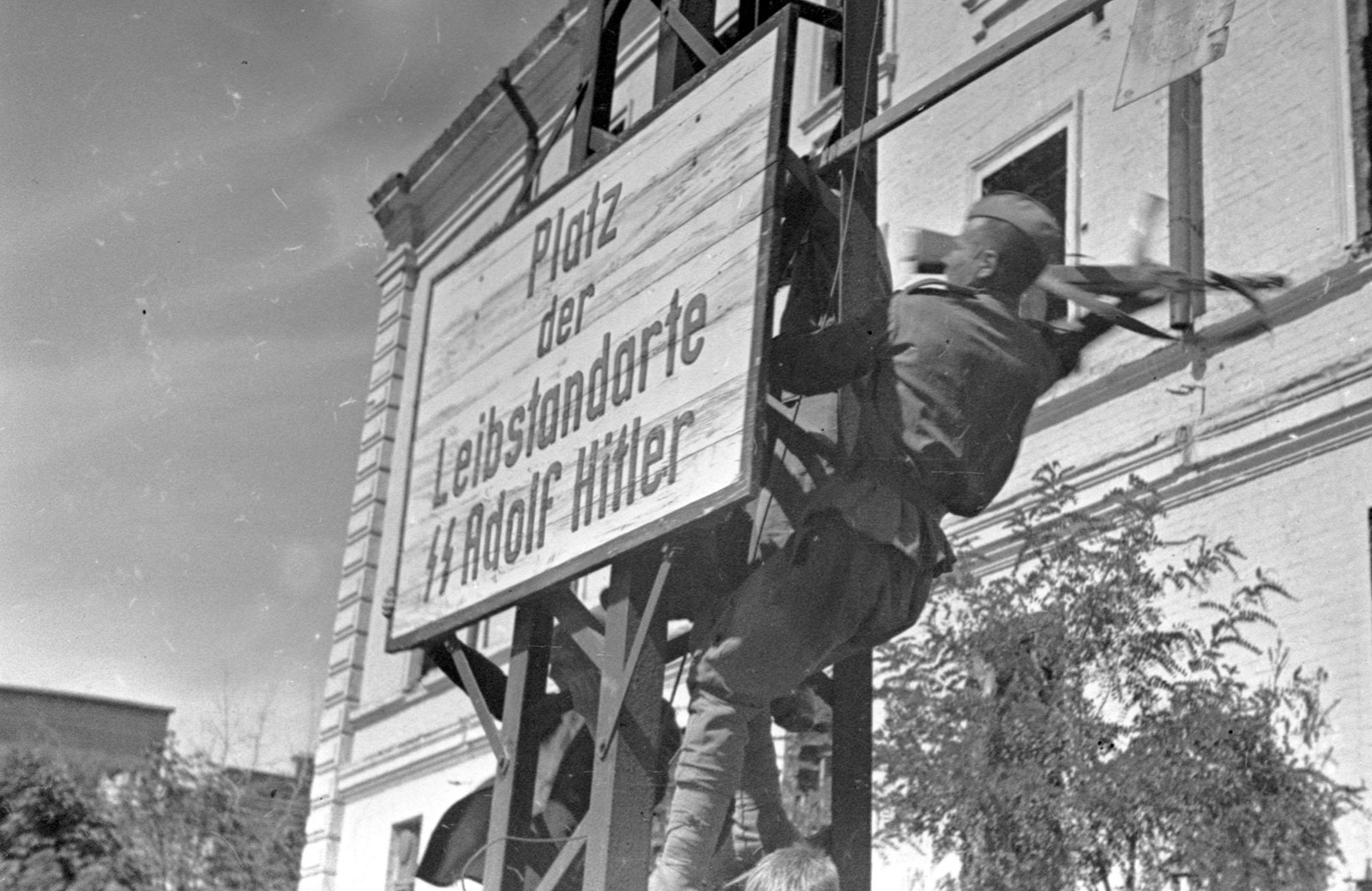
Красноармейцы сбрасывают немецкий плакат на площади Дзержинского

30 августа в 14:00 в центре города, в саду Шевченко, был проведён торжественный митинг в честь полного освобождения Харькова от оккупации с участием Ивана Конева и Никиты Хрущёва.
В боях за город отличились десять дивизий: 28-я гв.сд генерал-майора Чумаева, 89-я гвардейская Белгородская сд полковника Серюгина, 84-я п-ка Буняшина, 116-я ген.-м-ра Макарова, 252-я ген.-м-ра Анисимова и 299-я ген.-м-ра Травникова, стрелковые дивизии 53-й армии; 93-я гвардейская ген.-м-ра Тихомирова, 183-я п-ка Василевского и 375-я п-ка Говоруненко стрелковые дивизии 69-й армии; 15-я гвардейская сд ген.-м-ра Василенко 7-й гвардейской армии. Вечером 23 августа Верховный главнокомандующий И. В. Сталин отметил в приказе по случаю освобождения Харькова данные дивизии, получившие почётное наименование «Харьковские». Все дивизии были стрелковыми, две из них — 84-я и 28-я сд — вели бои не в городе, а по его окружению.
В четырёх битвах за Харьков и за время его двукратной оккупации СССР и Германия потеряли больше людей, чем где-либо ещё в истории Второй мировой, включая Сталинград.
Городские старожилы утверждают, что Харьков не стал городом-героем потому, что Сталин считал позором для РККА освобождение Харькова лишь с четвёртой попытки (в январе-феврале 1942, в мае 1942, в феврале 1943 и в августе 1943).
Вскоре после освобождения, в декабре 1943 года, в Харькове состоялся первый в мировой истории открытый судебный процесс над нацистскими военными преступниками.

#### Деньги на Победу
25 августа, через день после освобождения города, на приём к заведующему военным отделом Харьковского горкома партии Владимиру Рыбалову пришёл православный священник Россахацкий. 24 августа [церковь в источнике не указана] он провёл благодарственный молебен по случаю освобождения города Красной Армией от немецко-фашистских захватчиков, после которого прихожане пожертвовали на военные нужды около 40 тысяч рублей. Священник спрашивал, что делать с деньгами. На следующий день все деньги были сданы в Госбанк на нужды фронта.

### Разрушения города в результате военных действий
Харьков в результате войны оказался одним из самых разрушенных городов в Европе.
Были уничтожены десятки памятников архитектуры, вывезены в Германию многочисленные художественные ценности, в том числе картины и гравюры Рубенса, Веласкеса, Дюрера, Ван Дейка из художественного музея. Посетивший город в 1943 году «красный граф» писатель Алексей Толстой писал: «Я видел Харьков. Таким был, наверное, Рим, когда в пятом веке через него прокатились орды германских варваров. Огромное кладбище…»
Немцы при отступлении в 1943 году не смогли взорвать железобетонный Госпром — так прочно он был построен. В Доме проектов (сейчас новое здание университета) были уничтожены все перекрытия, бывшие деревянными, и полностью разрушено крыло, обращённое к зоопарку. Не подлежали восстановлению первый в мире Дворец пионеров, Центральный дом РККА, Пассаж и вся застройка спуска Халтурина, гостиница «Красная», здание КП(б)У, музей имени Сковороды, Южный вокзал и множество других. Было уничтожено полтора миллиона квадратных метров только жилья. В зоопарке перед войной жили более 5000 животных, а после освобождения в августе 1943 их осталось менее ста пятидесяти, из которых более-менее крупных всего десять (четыре медведя, пять обезьян и один волк); во время войны уничтожено пять тысяч животных. Памятник животным, пережившим войну в Госпроме (макакам-резус), установлен в зоопарке.

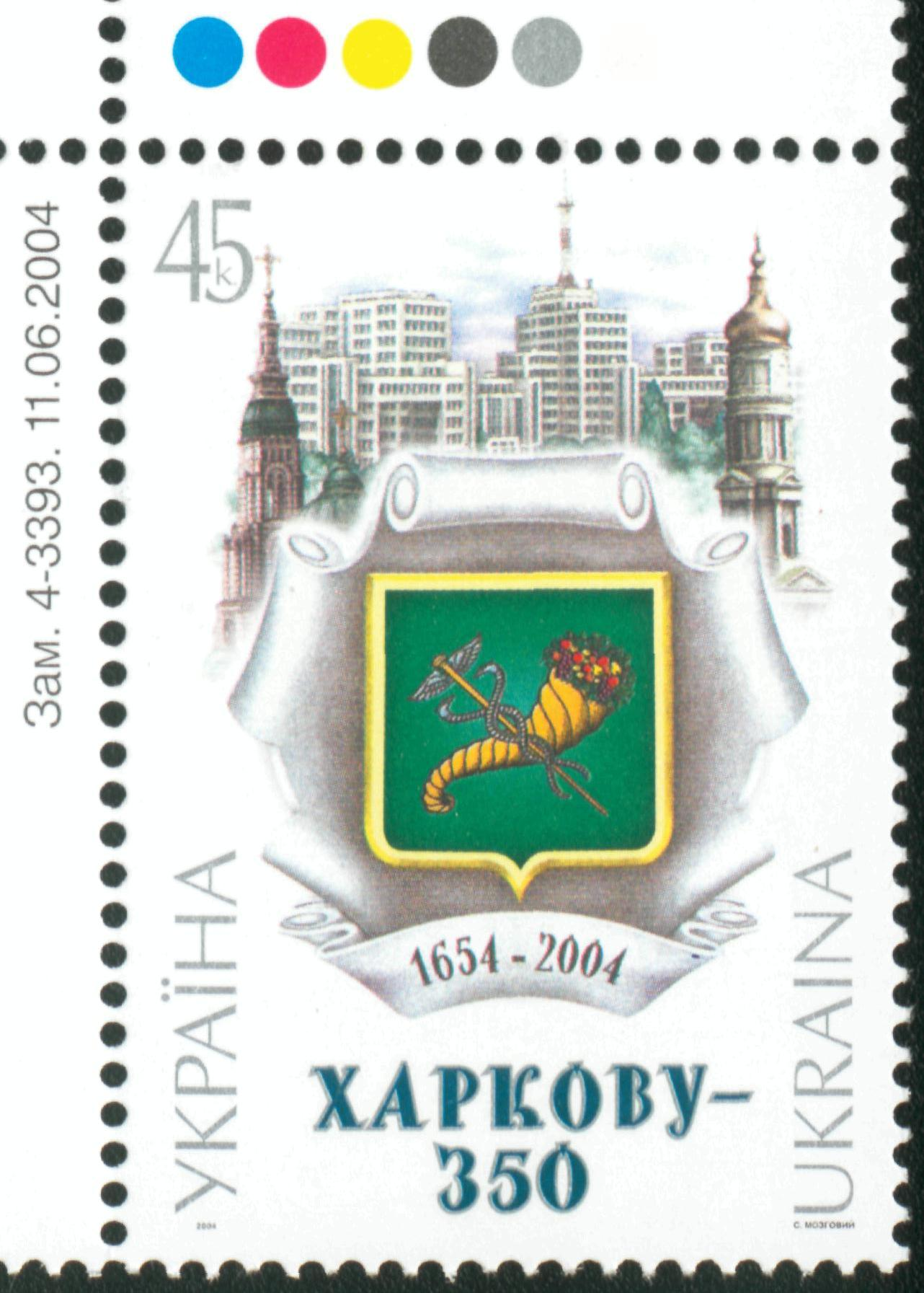
Почтовая марка к 350-летию Харькова с изображением герба города, Благовещенского собора, Госпрома и Успенского собора. 2004

Общий ущерб городу составил 33,5 миллиарда рублей. Западные эксперты предсказывали, что на восстановление города понадобится 50 лет.
Пустыри и развалины на месте разрушенных кварталов напоминали горожанам о войне вплоть до середины 1960-х годов. Например, нынешнее здание университета (перед войной Домпроектострой), крыло которого в 1943 году упало в зоопарк, было окончательно отремонтировано и открыто только в 1962 году.
На одном из памятников (на Мемориале) в Харькове высечены слова: «Герои не умирают. Они обретают бессмертие и навсегда остаются в памяти нашей, в свершениях наших, в великих деяниях грядущих поколений. Жизнью своей потомки обязаны им».

### Фото- и кинохроника
- Фотографии уличных боев в Харькове (недоступная ссылка), Фронтовая Иллюстрация: бои за Харьков в мае 1942, Фронтовая Иллюстрация: бои за Харьков в феврале-марте 1943
- Кинохроника Deutsche Wochenschau: Oct.1941 — Kharkov I, № 652 Feb. 1943 — Kharkov III, № 654 Mar. 1943 — Kharkov III, № 655 Mar. 1943 — Kharkov III, Waffen-SS March 1943 — Kharkov III,
- Кинохроника Degeto Weltspiegel: № 26/32 Maj-June 1942 — Kharkov II, Kharkov II ч.1, Kharkov II ч.2

## Харьков в 1945—1991 годах

### Восстановление разрушенного города
Менее чем через три с половиной года после освобождения, на 1 января 1947 года, в городе работало уже 112 заводов и 27 высших учебных заведений.
В 1946 году был принят новый генеральный проект планировки и реконструкции города.
В 1965 году в городе было 2250 улиц, переулков и площадей.

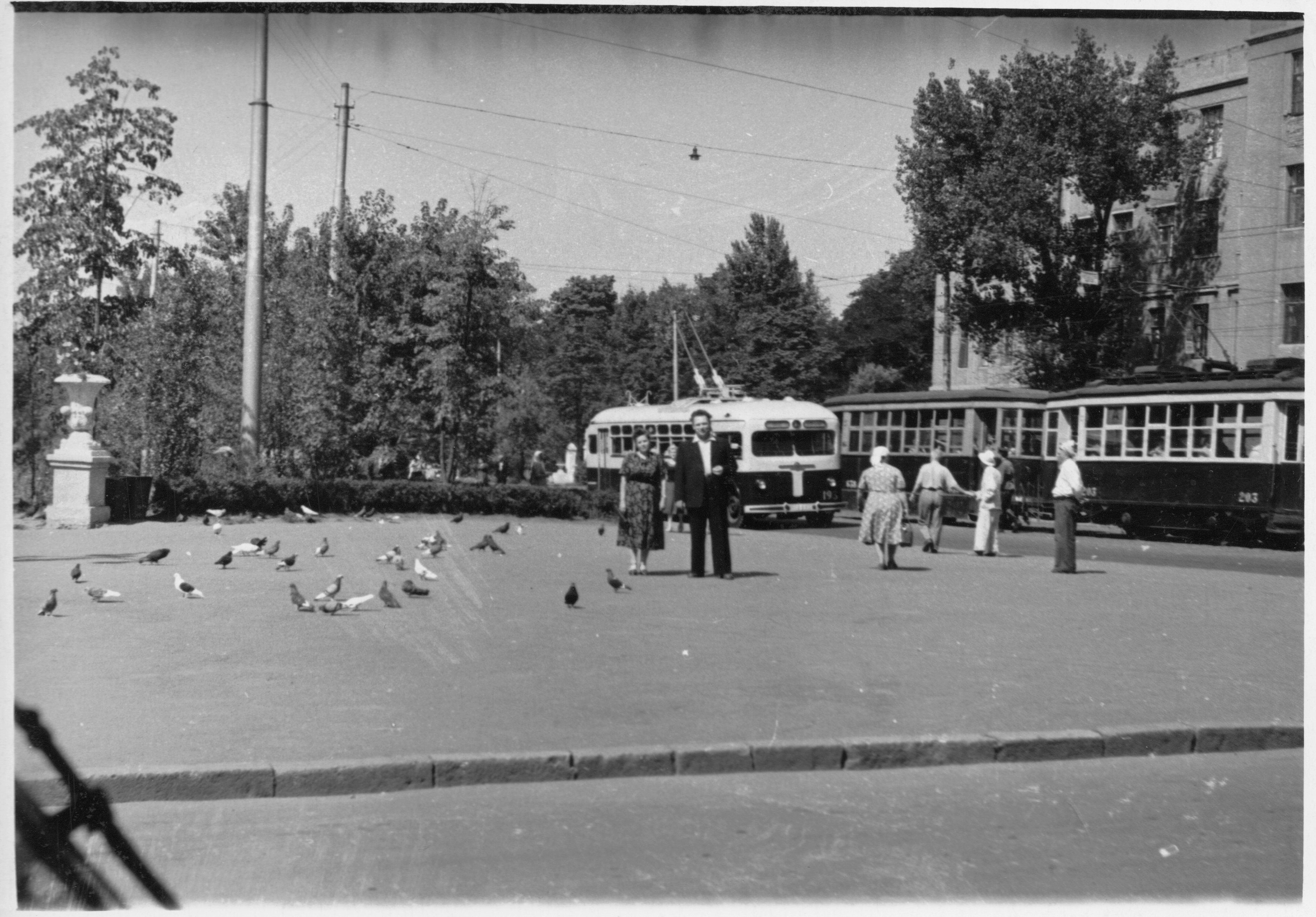
Харьков в 1950 году (улица Тринклера)
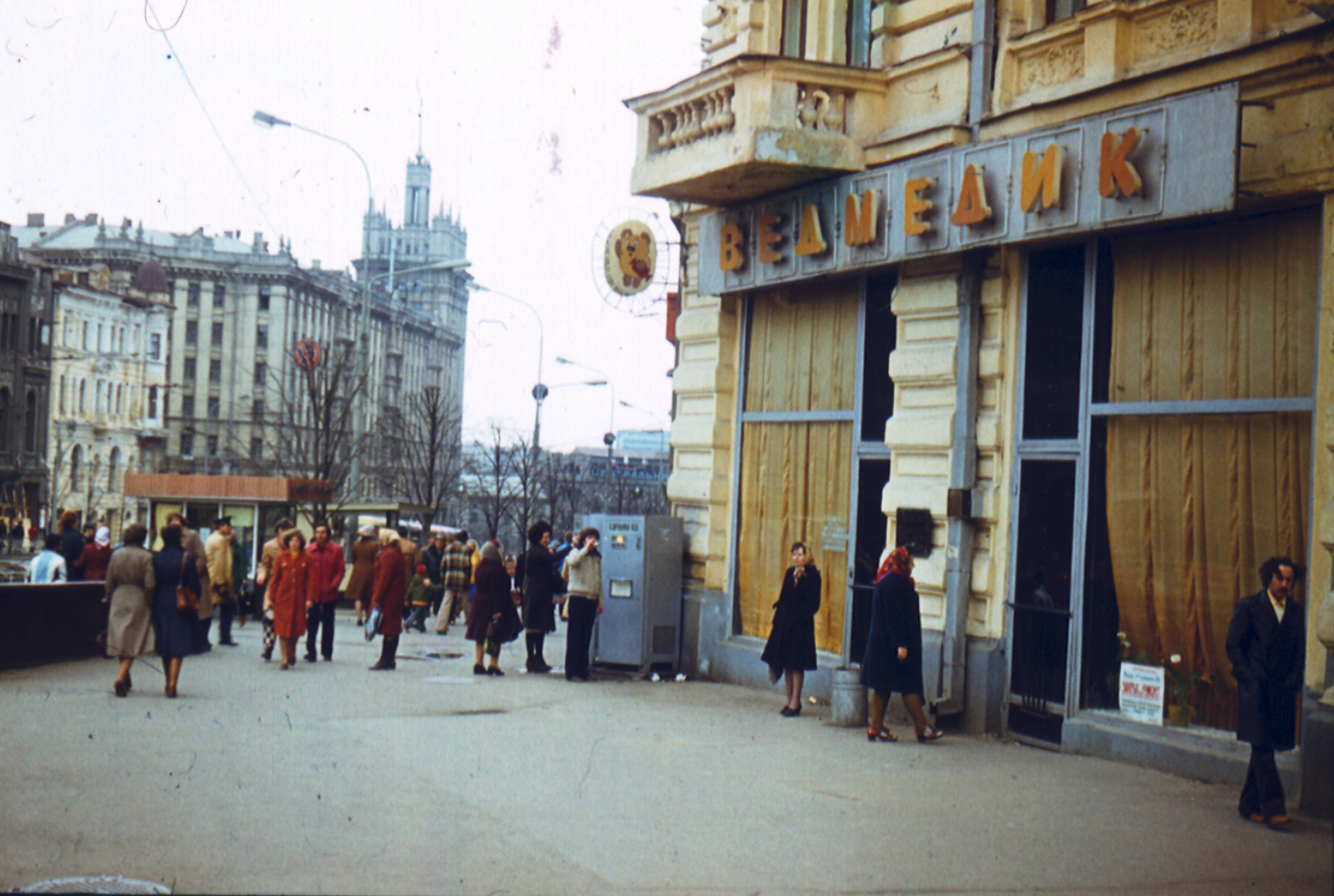
Харьков в 1981 году (площадь Советской Украины, магазин «Ведмедик»)
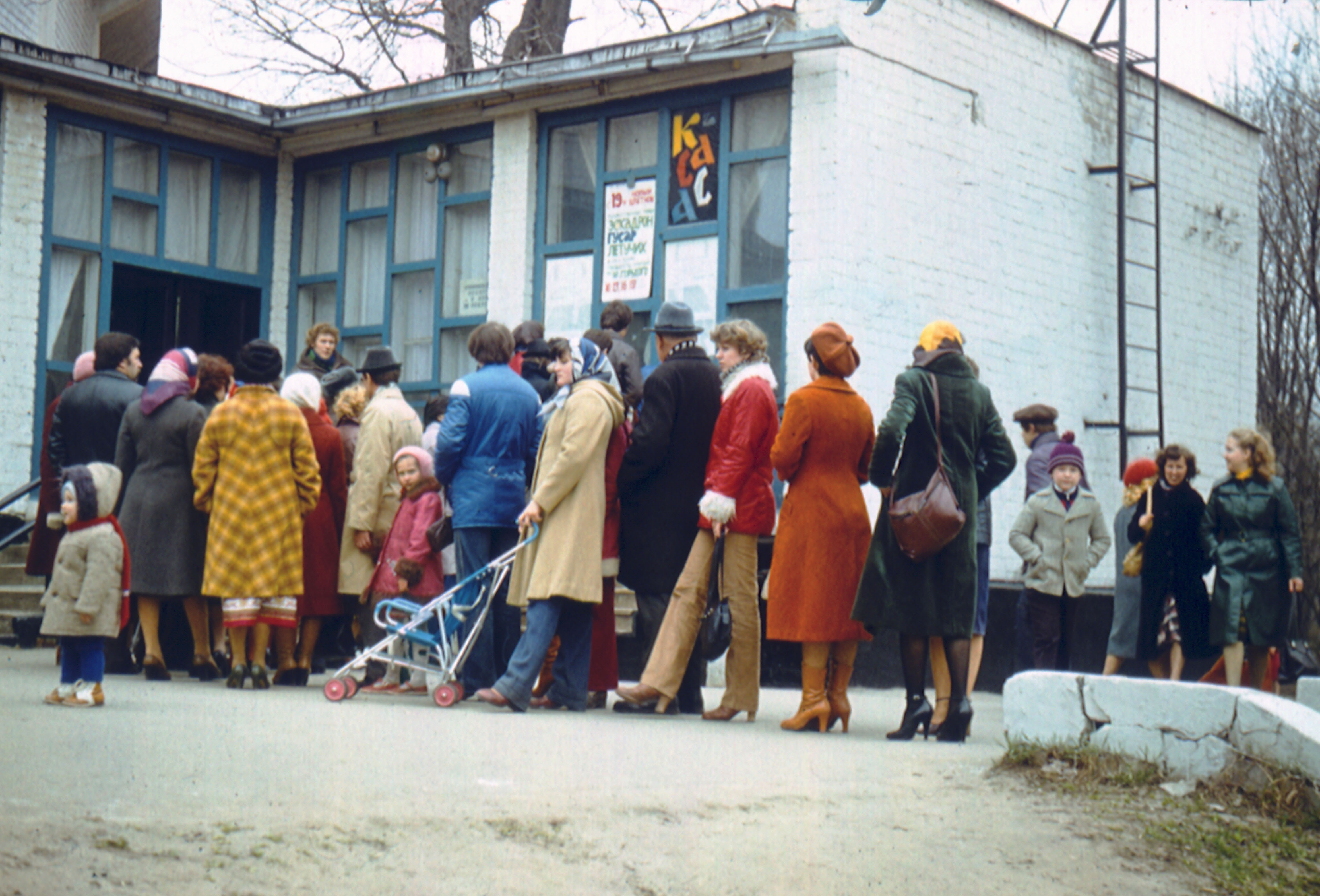
Харьков в 1981 году (Сад Шевченко, кассы к/т «Украина»)

## Харьков в годы независимой Украины (с 1992)

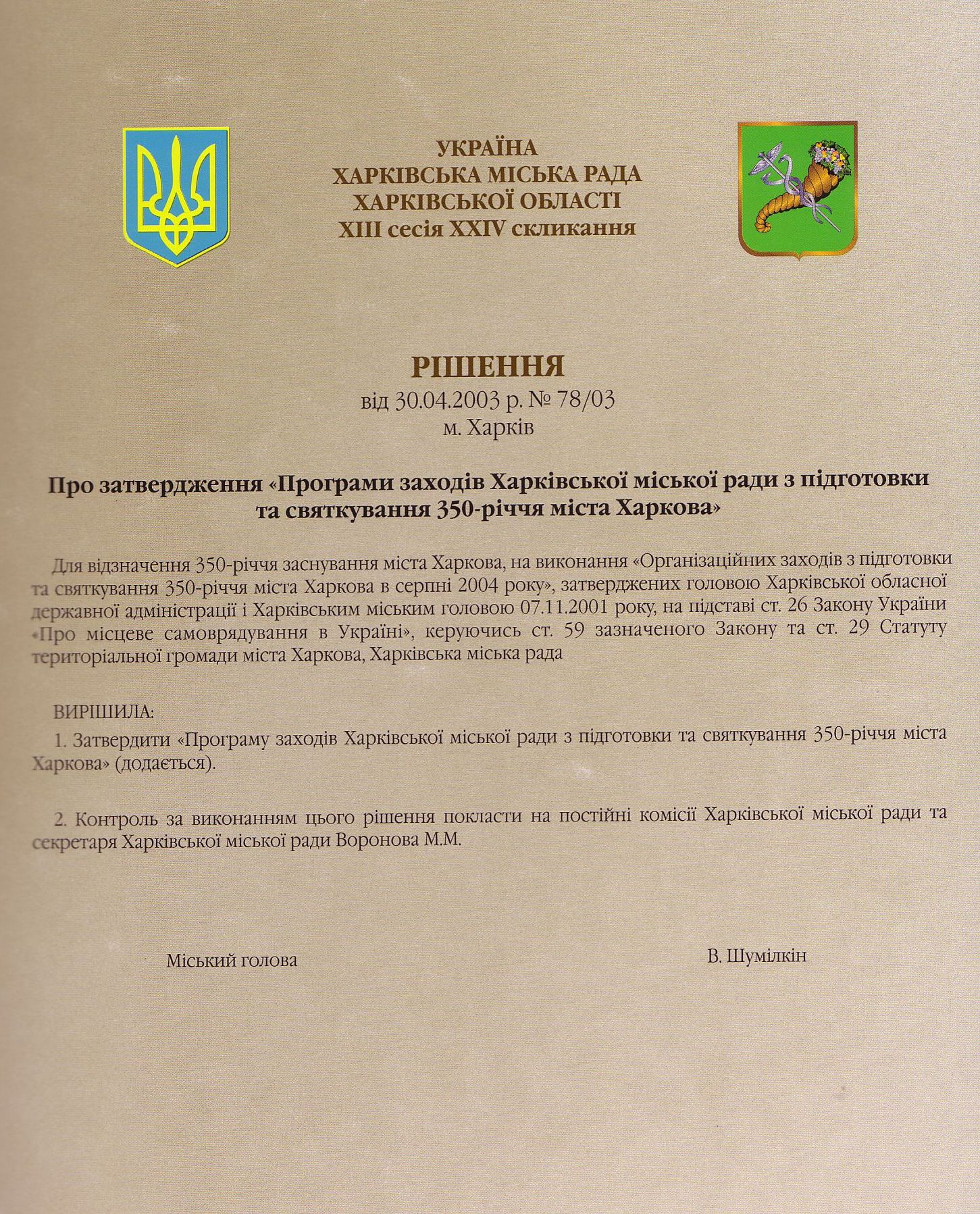
Постановление о праздновании 350-летия Харькова. 2003 год.

С момента независимости Украины в Харькове более 20 лет впервые за всю его историю в мирное время наблюдалась депопуляция населения. За 16 с половиной лет население уменьшилось на 168,5 тысяч человек (с 1,621 млн в январе 1992 года до 1,453 млн в октябре 2008). С 2011—2012 гг. население города стабилизировалось, и стал наблюдаться его некоторый прирост.
Также после распада СССР прекратило существование значительное число городских предприятий промышленности и вузов.
В середине 1990-х годов были утверждены герб и флаг Харькова, переименован ряд улиц и других объектов.
За постсоветское время в городе была пущена и наращена третья, Алексеевская линия Харьковского метрополитена, был восстановлен или построен ряд храмов, в том числе самый большой в Европе буддийский храмовый комплекс «ЧукЛам Харьков», а также появились новые памятники и дельфинарий, реконструированы аэропорт, проспекты Ленина и Гагарина, парк Горького, набережная.
В постсоветское время к немногочисленным добавилось ещё около трёх десятков новых городов-побратимов и партнёров Харькова. В 2003 году Комитетом Совета Европы по вопросам местных и региональных дел городу Харькову (единственному на Украине) был присужден Диплом Европы за выдающийся вклад в распространение идеи европейского единства и перестройки европейского сообщества, а также городу присвоены Почётный Флаг Совета Европы в 2004 году и Почётная Таблица Совета Европы в 2008 году.
В 2004 году было отпраздновано 350-летие Харькова.
Наряду с государственным украинским языком, в Харькове родной для около 2/3 населения города русский язык был объявлен вторым рабочим в 1996 году и вторым официальным в 2000 году, а в 2006 году — региональным.
Во время и после оранжевой революции 2004 года на Украине на Всеукраинском съезде депутатов всех уровней рассматривались вопросы о федерализации Украины, а также о возможности создания Юго-Восточной Украинской Автономной Республики со столицей в Харькове.
С 2003 года в городе проводится Фестиваль поэзии имени Бориса Чичибабина, с 2009 года — международный кинофестиваль «Харьковская сирень».
В 2010 году Харьков был признан лучшим городом по качеству жизни на Украине, а в 2011 году разделил первое место с Киевом.
В 2012 году Харьков был одним из четырёх городов Украины, принимавших Чемпионат Европы по футболу 2012.
В 2012 году осуществлено расширение городских границ, а также переименование более сотни городских улиц.
8 июля 2013 года горсовет Харькова присвоил городу звание «город воинской славы» (впервые в истории Украины).
27 апреля 2014 года произошли стычки между проукраински настроенными участниками марша «За единство Украины» (в том числе футбольными болельщиками («ультрас») харьковского «Металлиста» и днепропетровского «Днепра») и настроенными пророссийски сторонниками федерализации Украины с георгиевскими ленточками. В результате столкновений пострадали 19 человек.

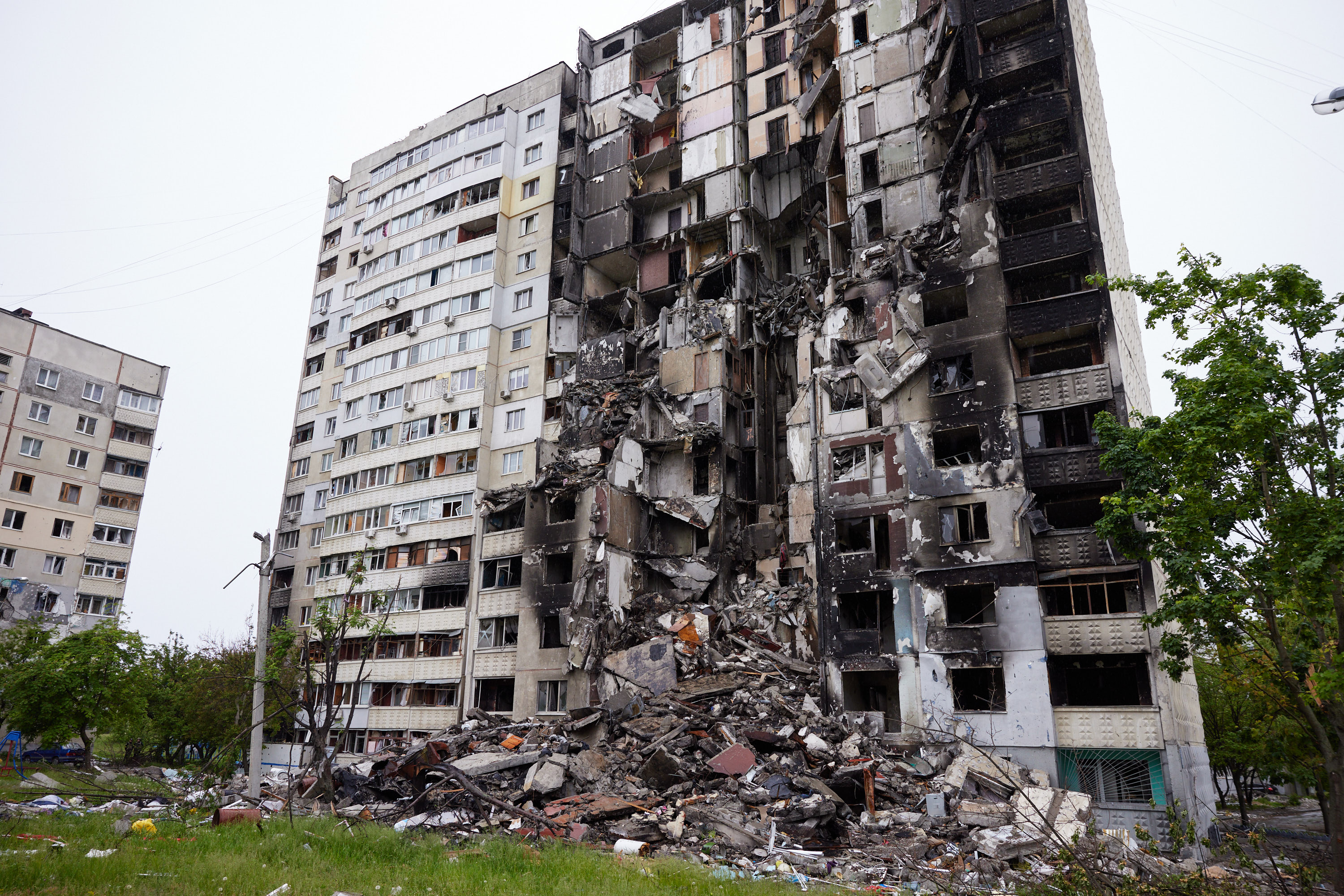
Харьков, 29 мая 2022 года

24 февраля 2022 года начались бои за Харьков в связи с российским вторжением на Украину.

## Численность населения города
До конца XVIII века население города было не самым крупным в наместничестве; Харьков (10 805 чел.) по размеру и населению на 1785 год был меньше Ахтырки (12 849 чел.) и сравним с уездными городками Белопольем (9087), Чугуевом (9197), Валками (9295), Сумами (9934), Лебедином (8969 человек).
В конце лета 1941 года население города вместе с эвакуированными из западных областей страны превысило миллион человек; в сентябре 1941 года превысило 1 млн. 400 тыс. человек.
В 1962 году население Харькова вторично превысило миллион человек. Миллионного харьковчанина, который родился в рабоче-студенческой семье, назвали Юрием в честь первого космонавта.
В 1982 году население города превысило полтора миллиона человек.